# Culinária de Berlim

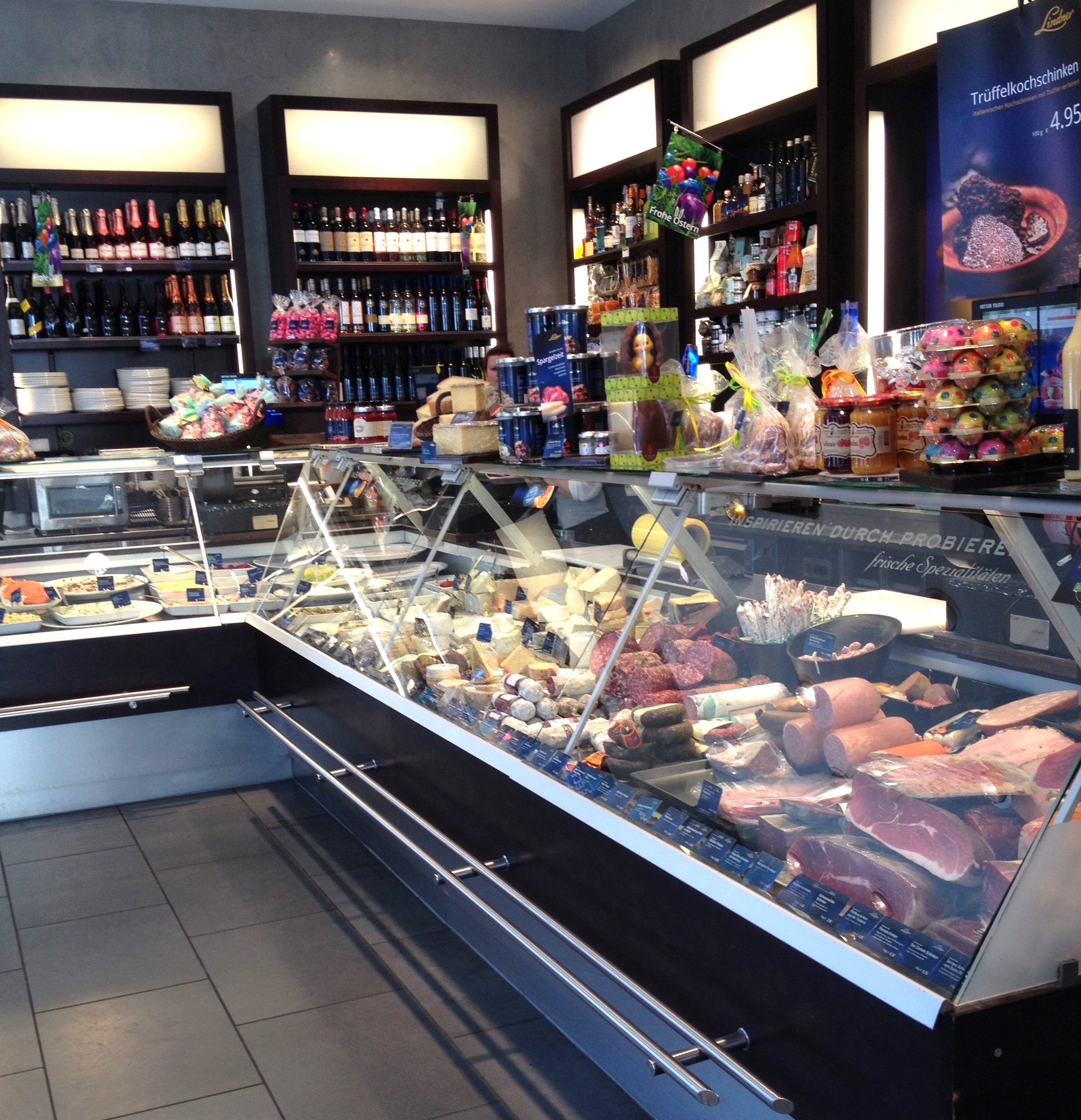
Deli em Berlim

A Cozinha de Berlim descreve diferentes aspectos das ofertas culinárias de Berlim. Por um lado, significa a tradicional culinária berlinense das famílias berlinenses com pratos da culinária alemã. Por outro lado, significa muitas vezes apenas um pub rústico e uma lanchonete, algo cada vez mais internacional devido às muitas ondas de migração desde 1945 e 1990. Depois dos anos 2000, vários restaurantes de primeira classe evoluíram em Berlim.

## História

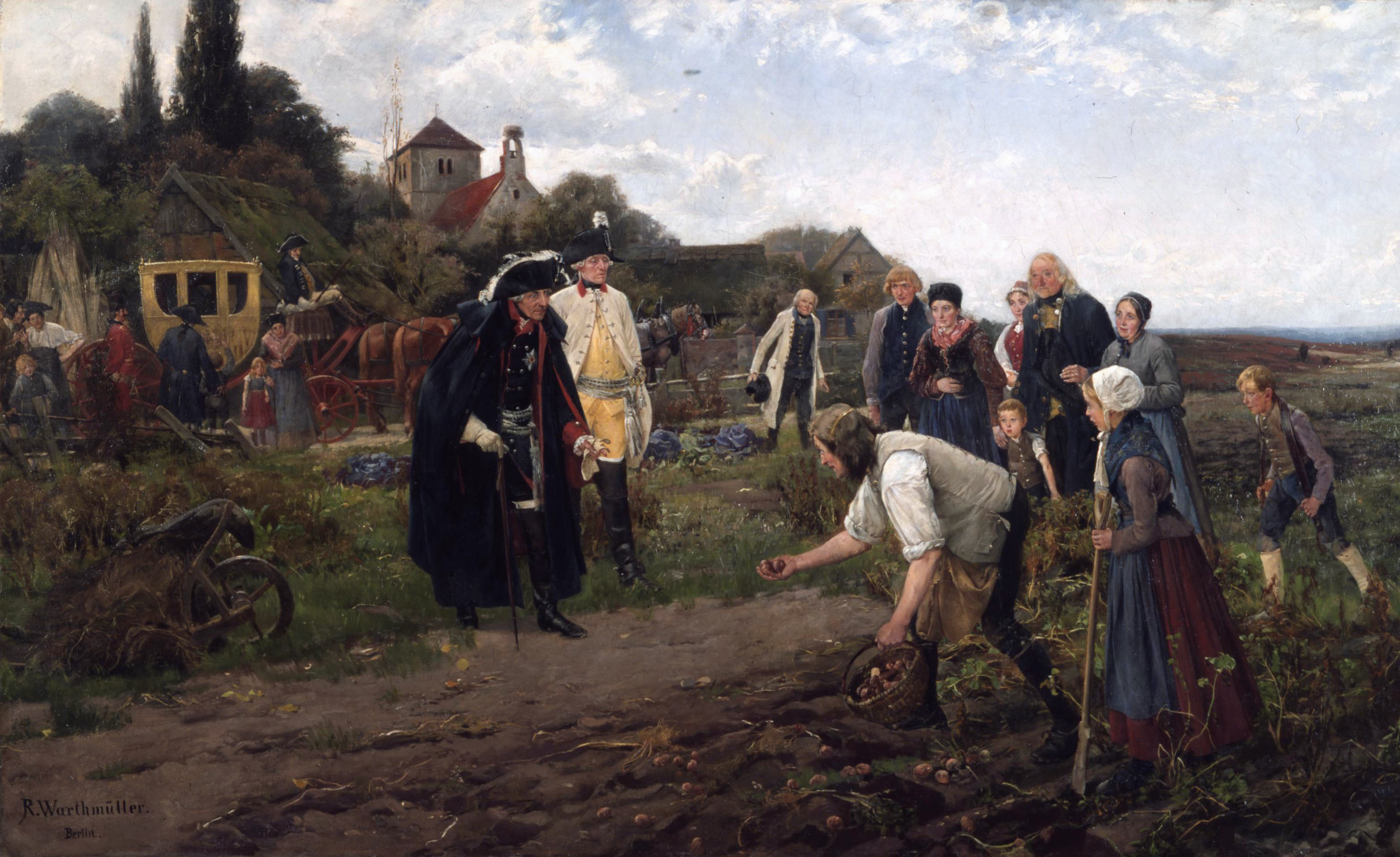
O rei Frederico, o Grande, inspecionando o cultivo da batata por volta do ano 1750

Até o final do século XIX, a cozinha de Berlim era composta de culinária simples, que enfatizava o gosto saudável e a saturação em vez do refinamento. No século XVII, numerosos huguenotes se estabeleceram em Berlim e trouxeram consigo suas tradições culinárias. A cozinha prussiano-protestante integrou essas influências essencialmente via simplificação.
Os ingredientes típicos eram carne de porco, ganso e peixes como carpa, enguia e lúcio, repolho, leguminosas como ervilha, lentilha e feijão, além de beterraba, pepino e batata. Impressiona atualmente o uso frequente de lagosta de água doce, que possibilitou a pesca rica dos peixes em Berlim nos séculos XVIII e XIX.
Com a fundação do Império Alemão, Berlim tornou-se a capital de um império mundial e a chegada de diferentes províncias ampliou a tradição culinária da cidade, culminando na internacionalização da culinária berlinense. Foram adicionados tipos de preparo judaicos e do Leste Europeu, que ampliariam o cardápio da capital. 

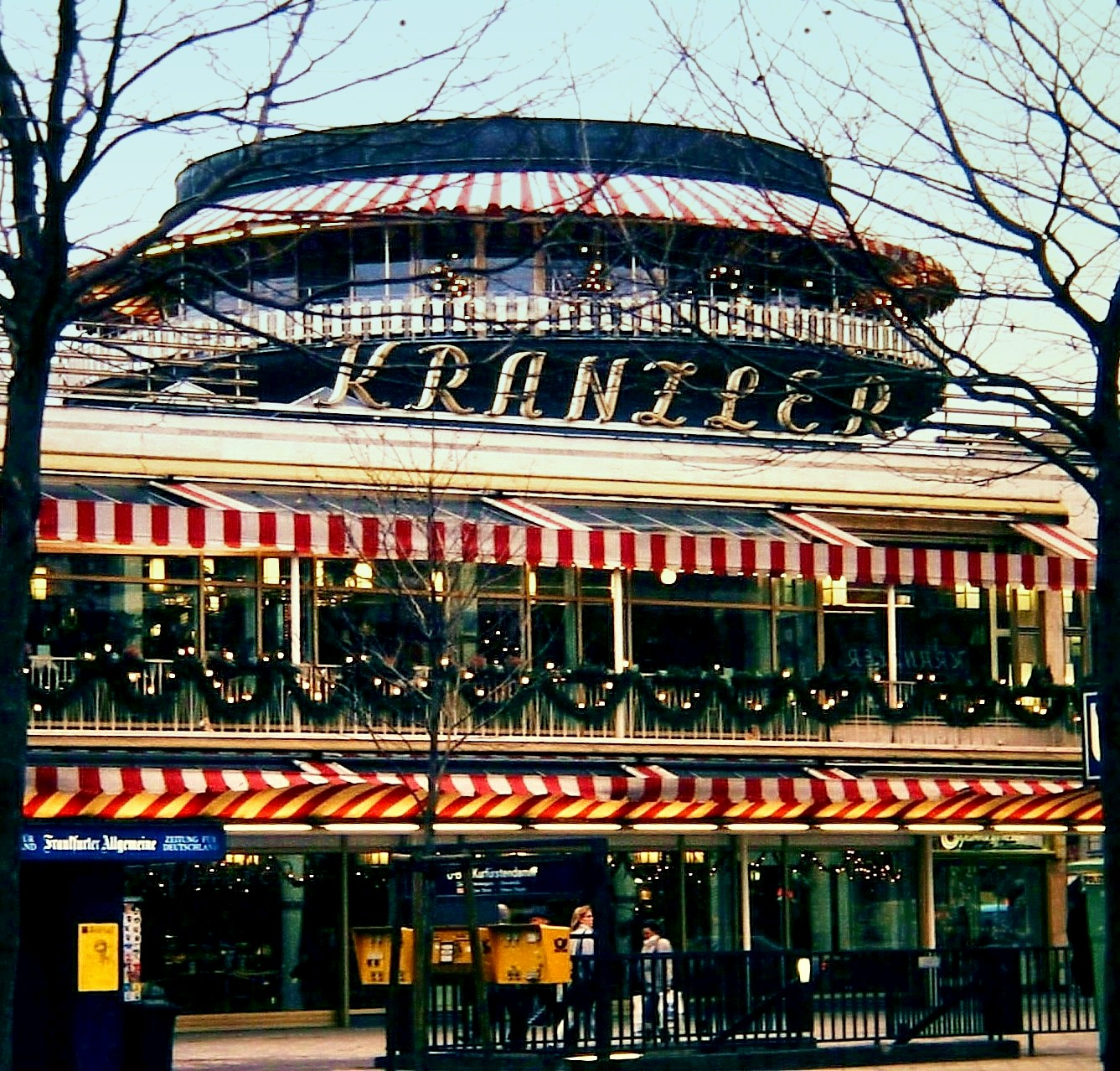
Café Kranzler em 1988

Na década de 1920, Berlim era uma das maiores cidades do mundo. Numerosos grandes hotéis e restaurantes ofereciam pratos diferentes. O regime nazista e a Segunda Guerra Mundial se seguiram e puseram fim a essa diversidade culinária, por conta de toda a aniquilação que causaram. Enquanto na parte oriental, como capital de fato da Alemanha Oriental, a gastronomia de luxo quase desapareceu completamente e as influências internacionais não apareceram por décadas, a cena gastronômica no oeste se recuperou lentamente dessa pausa.
Os primeiros restaurantes de cozinha requintada abriram na reconstruída Neuer Westen após a guerra. Durante a divisão de Berlim, o departamento de delicatessen da KaDeWe permaneceu um dos maiores do gênero no mundo e ainda é muito popular entre os moradores da cidade e turistas.

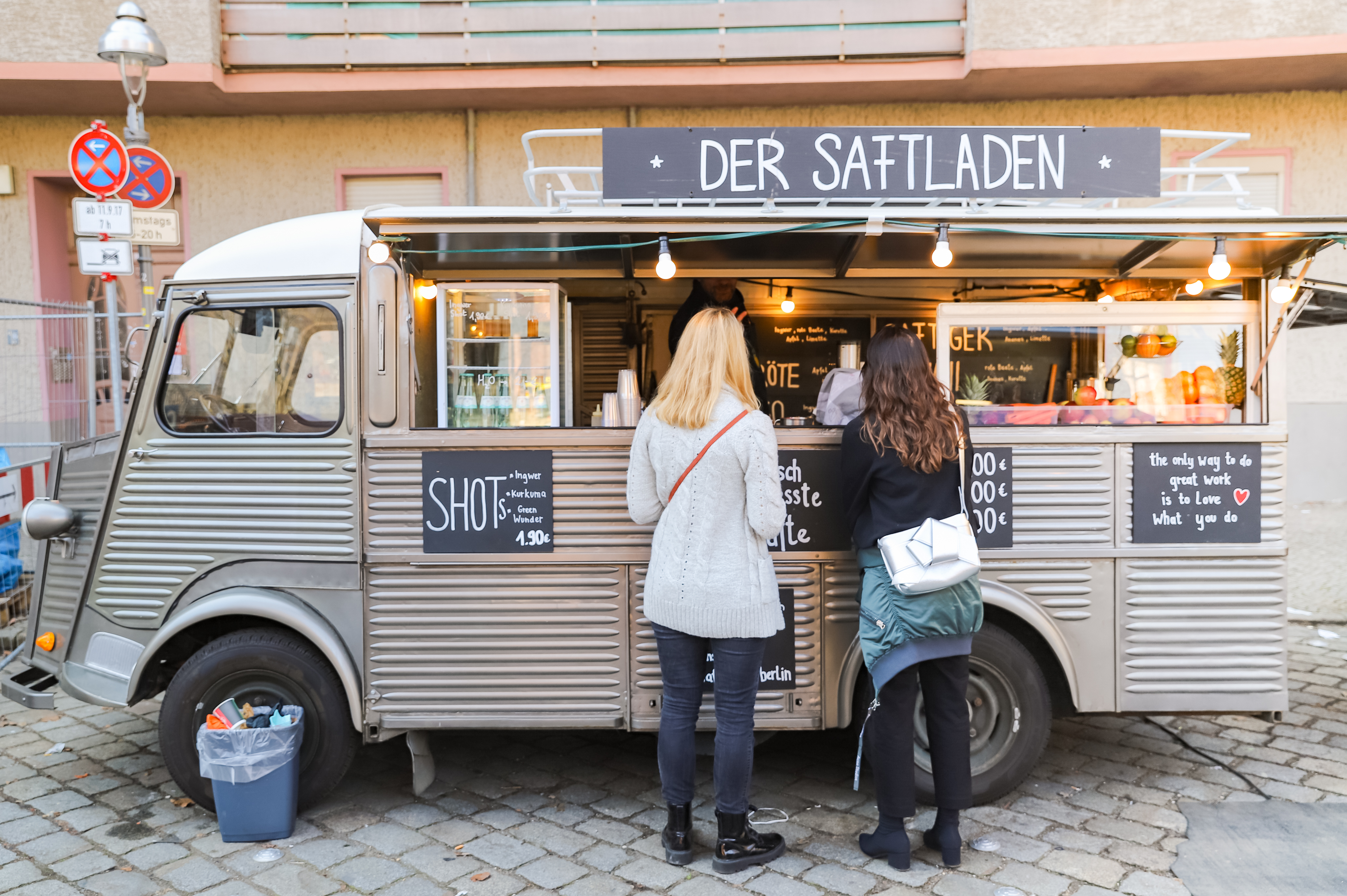
Food Truck em 2019

Diz-se que o currywurst de Berlim foi inventado em 1949 por Herta Heuwer de Königsberg, que na época dirigia uma pequena lanchonete em Charlottenburg.
Em 1958, o Café Kranzler foi inaugurado na Kurfürstendamm, que queria seguir a cultura das cafeterias pré-guerra. O café se estabeleceu nos anos seguintes como uma instituição de Berlim Ocidental.
Devido à migração de mão de obra após a Segunda Guerra Mundial, a cozinha berlinense voltou a se internacionalizar. Imigrantes turcos teriam inventado o Churrasco Grego em Kreuzberg na década de 1970, que agora é considerado um dos petiscos mais típicos de Berlim.
Desde a reunificação em 1990, Berlim conseguiu se estabelecer novamente como uma metrópole para gourmets. Mesmo na antiga parte oriental, como Mitte ou Prenzlauer Berg, existem agora inúmeros restaurantes com ofertas internacionais.

## Refeições
O café da manhã geralmente consiste em pãezinhos com geléia ou frios e queijo, acompanhados de café, chá ou suco. A refeição do meio-dia era tradicionalmente a principal refeição do dia, mas nos tempos modernos, como os berlinenses trabalham mais horas longe de casa, o perfil mudou. Agora, a refeição principal costuma ser feita à noite.

## Pratos

### Pratos de carne
- "Fígado no estilo de Berlim" – Fígado de vitela frito, com cebola e fatias de maçã em purê de batatas
- Currywurst –  Salsicha de porco cortada e temperada com ketchup ao curry
- Kassler – Porco assado salgado e defumado
- Ganso assado – Jantar de Natal tradicional em muitos lares de Berlim
- Königsberger Klopse – Almôndegas ao estilo prussiano, com molho de anchovas e alcaparras

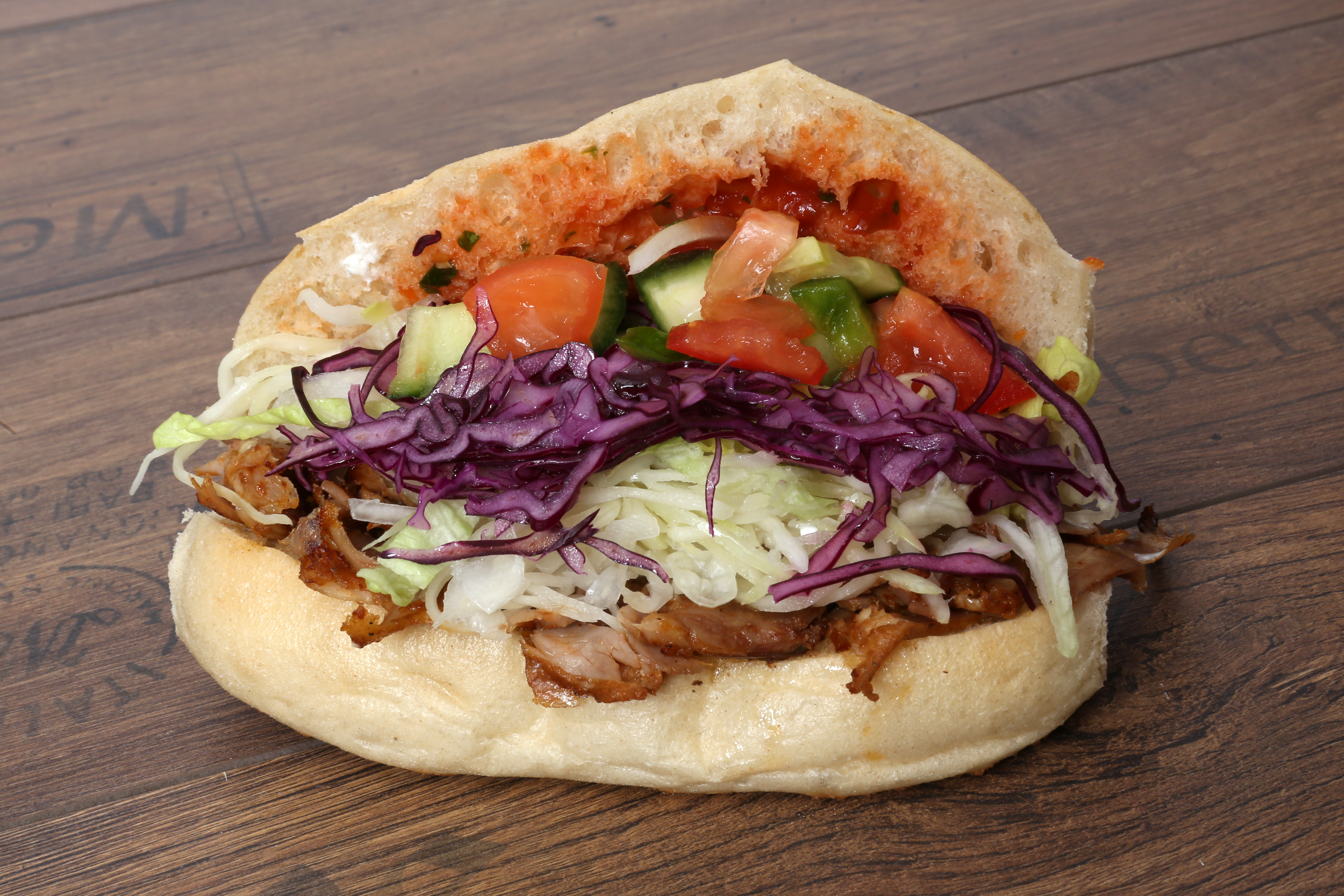
Döner Kebab
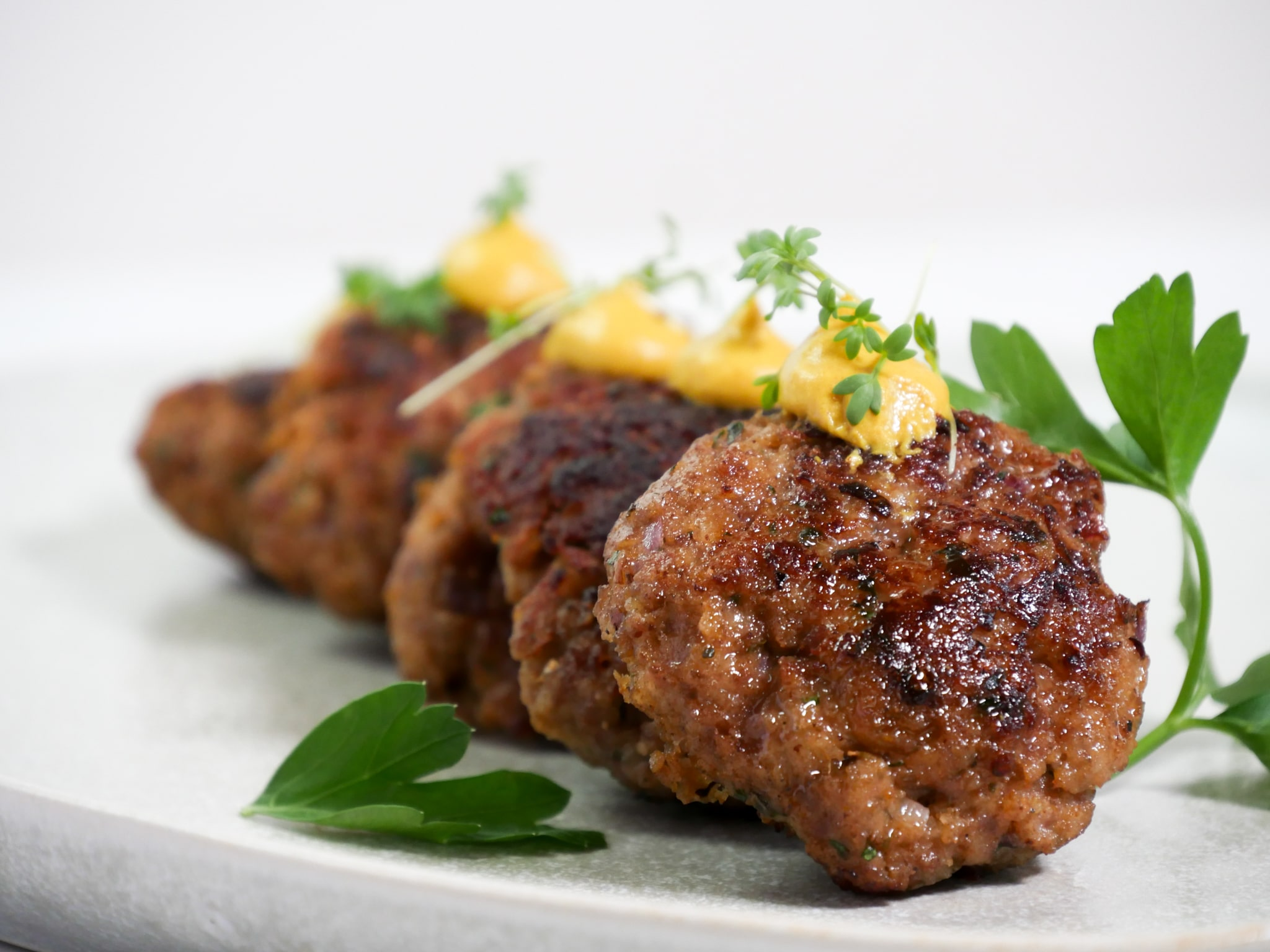
Buletten (almôndegas fritas)
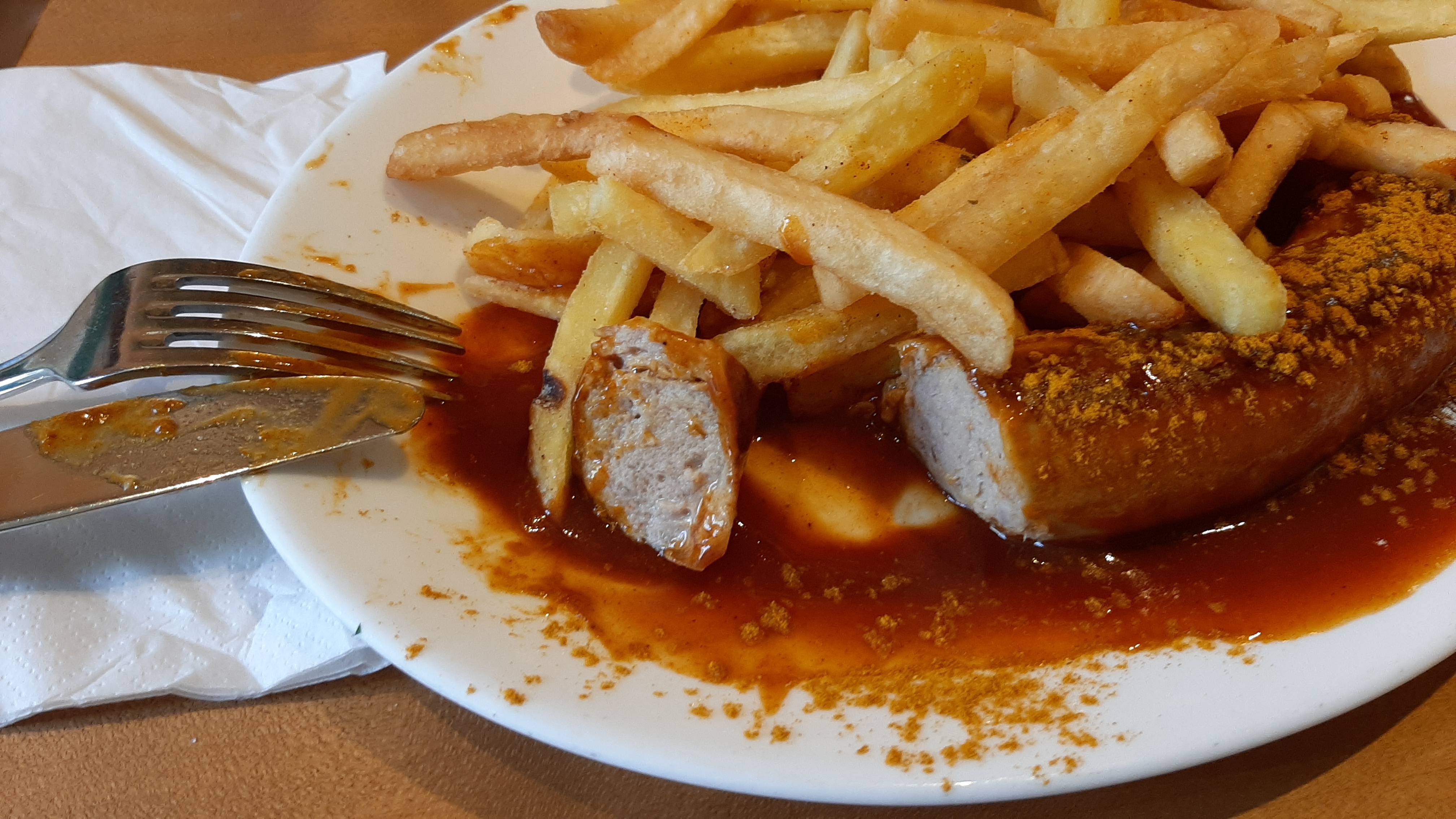
Currywurst com Pommes Frittes
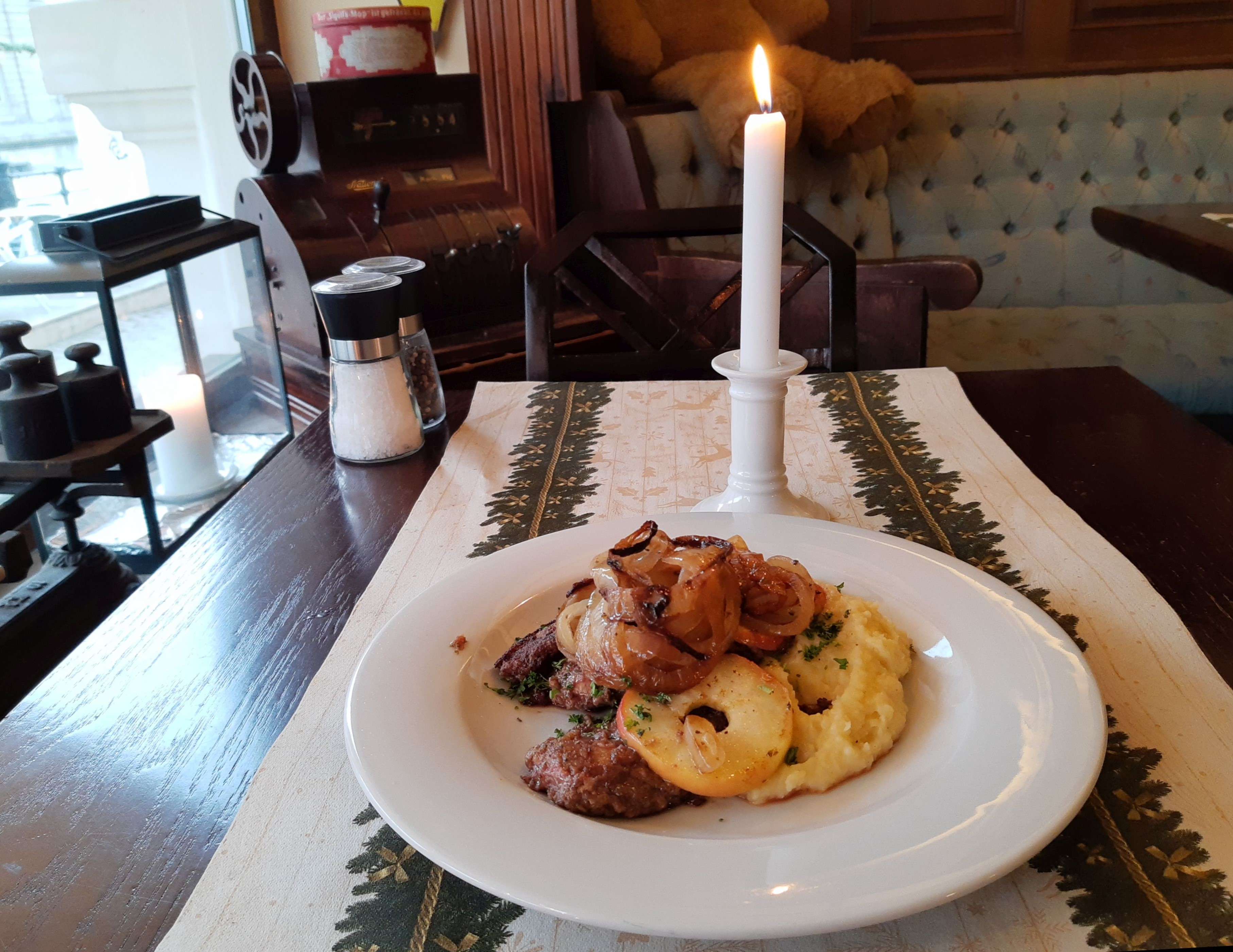
"Liver Berlin Style" (Fígado de Vitela com Maçãs e Cebolas)
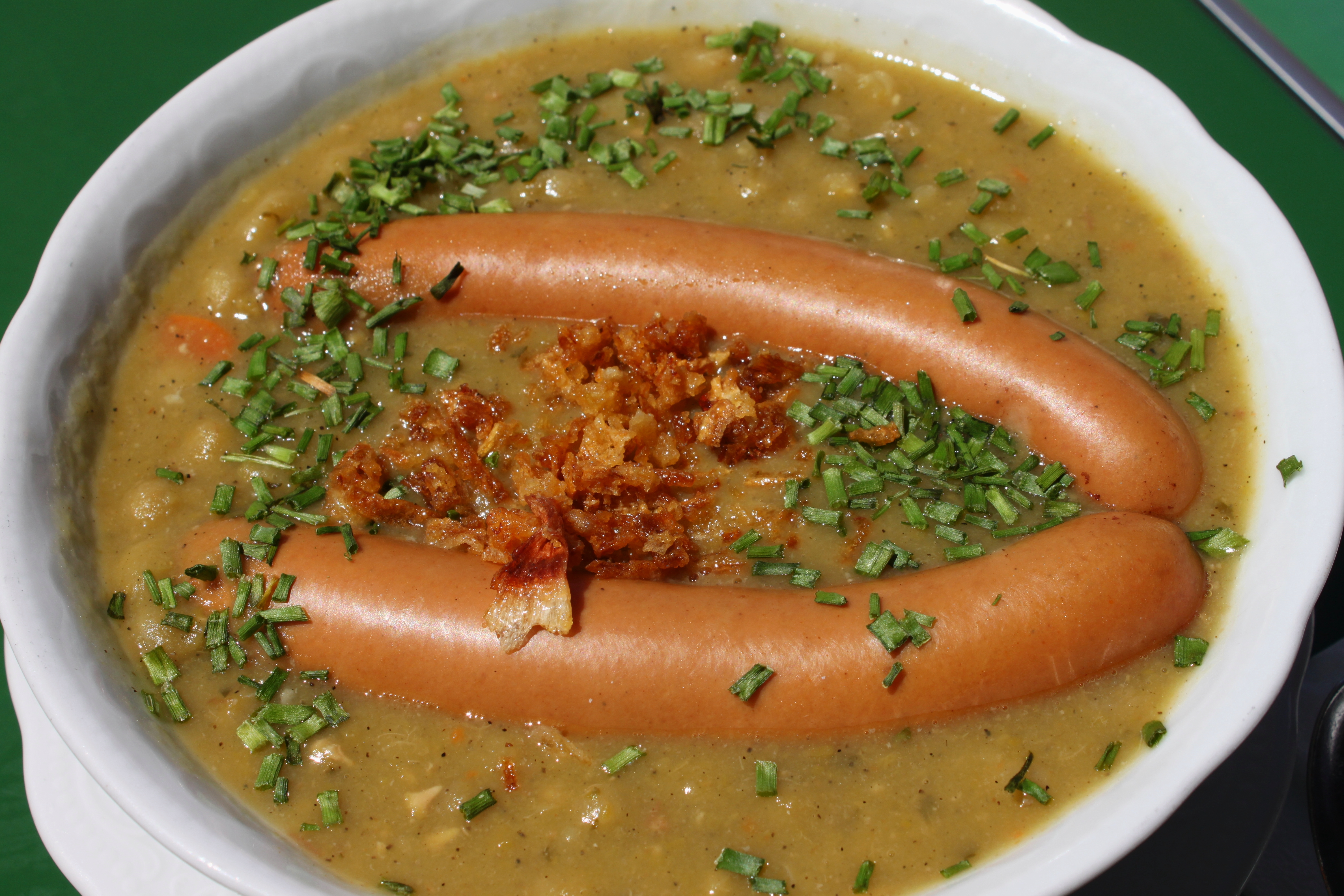
Sopa de ervilha com salsichas

- Buletten

- Döner Kebab
- Buletten (almôndegas fritas)
- Currywurst com Pommes Frittes
- "Liver Berlin Style" (Fígado de Vitela com Maçãs e Cebolas)
- Sopa de ervilha com salsichas

### Pratos de peixe
- Rollmops – filés de arenque em conserva
- "Carpa polaca" – Carpa em molho de gengibre
- Hecht mit Butterkartoffeln
- "Aal Grün" - Enguia em molho de ervas

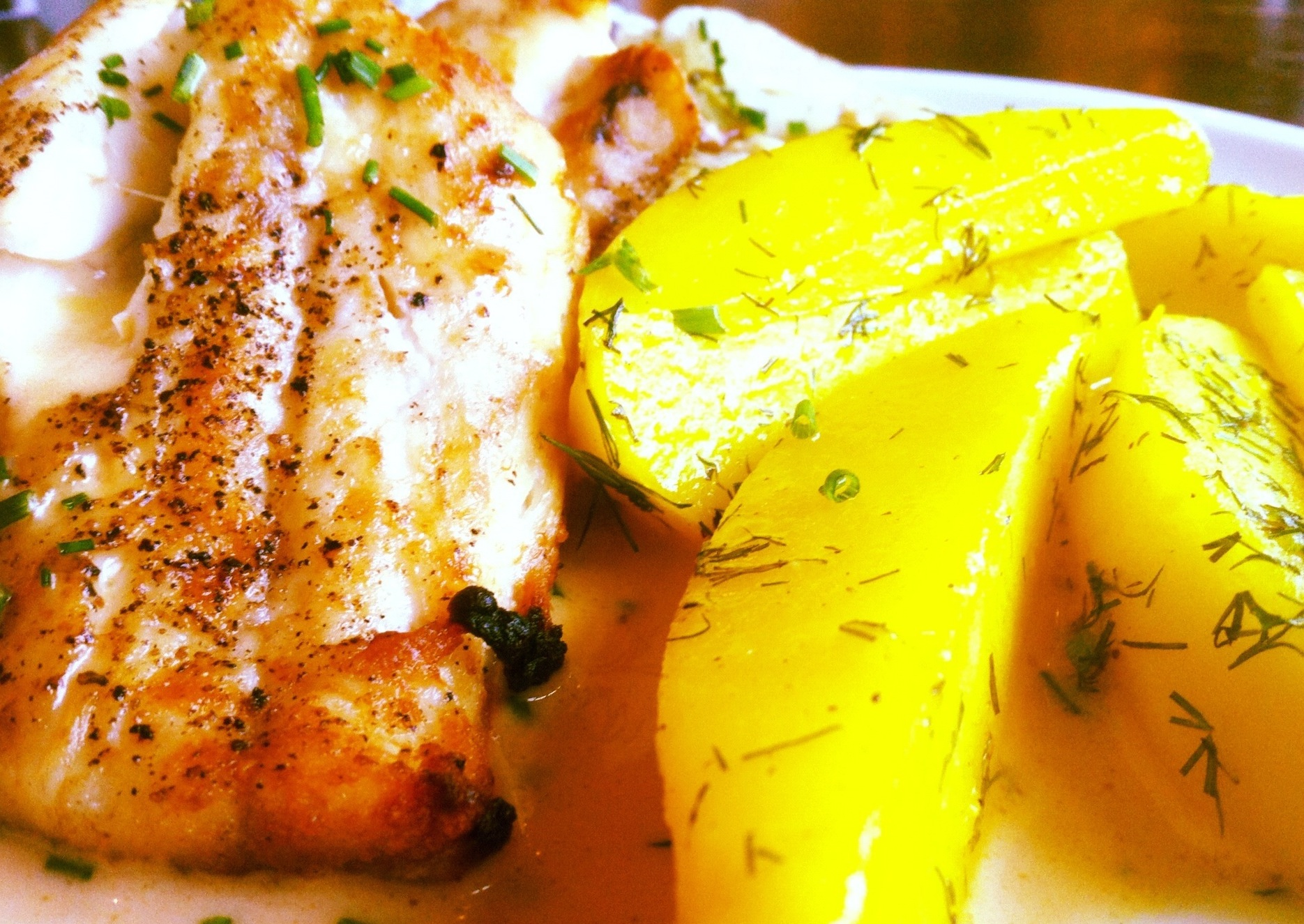
Hechtfilet
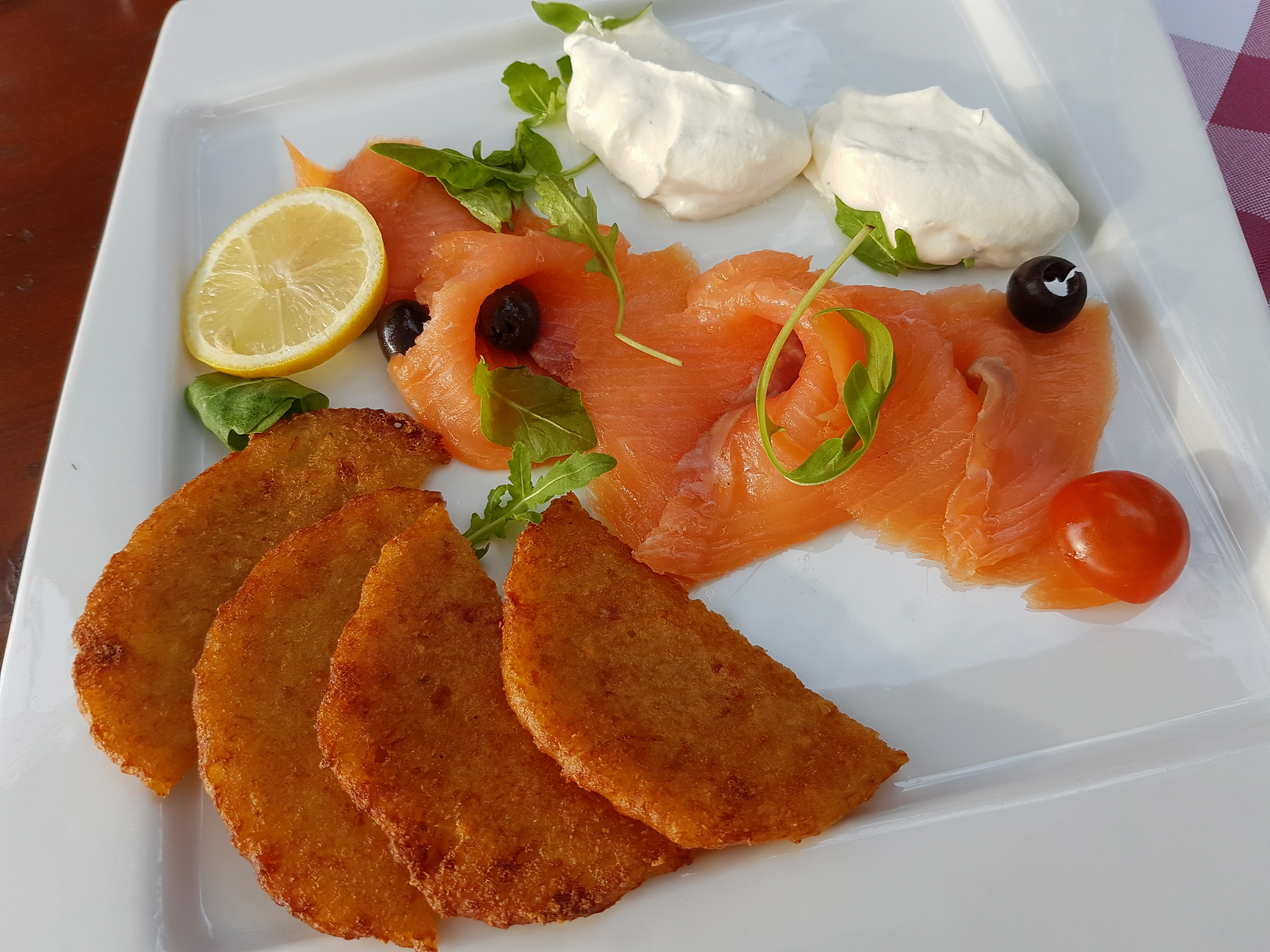
Salmão com Creme de Rábano e Kartoffelpuffer
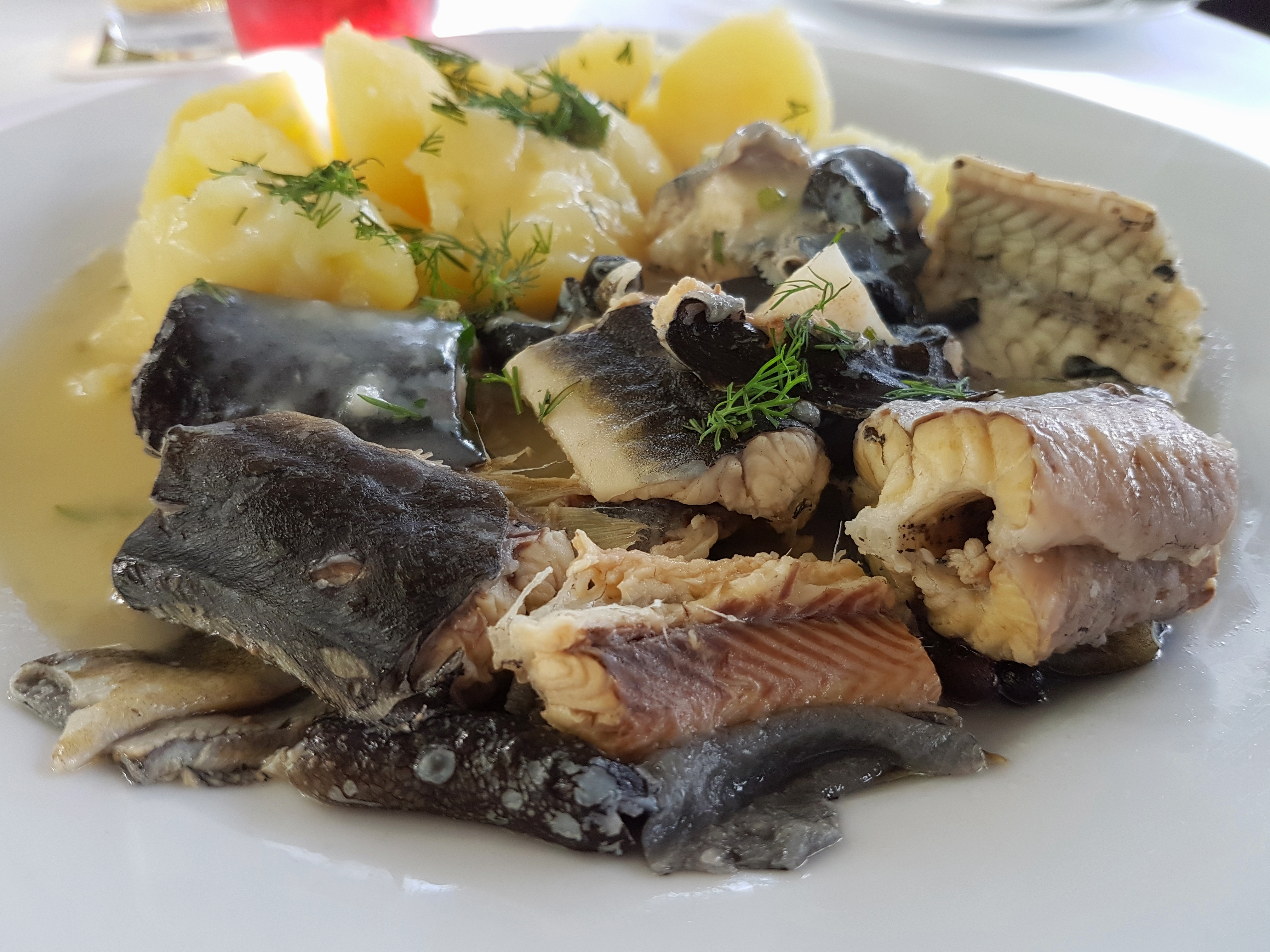
"Aal Grün" - Enguia em molho de ervas

### Pratos de legumes e acompanhamentos
- Kartoffelpuffer – panqueca de batata, frequentemente encontrada em mercados de Natal, doce com molho de maçã e açúcar ou saudável com salmão e creme de rábano
- de com quark e óleo de linhaça
- de – cultivar de nabo ( Brassica rapa var. teltowiensis ) refogado em manteiga e açúcar caramelizado; servido como acompanhamento
- Chucrute
- Bratkartoffeln – servido como acompanhamento ou prato principal com ovo frito
- Aspargos com molho holandês
- Linseneintopf - um tipo de ensopado de lentilha

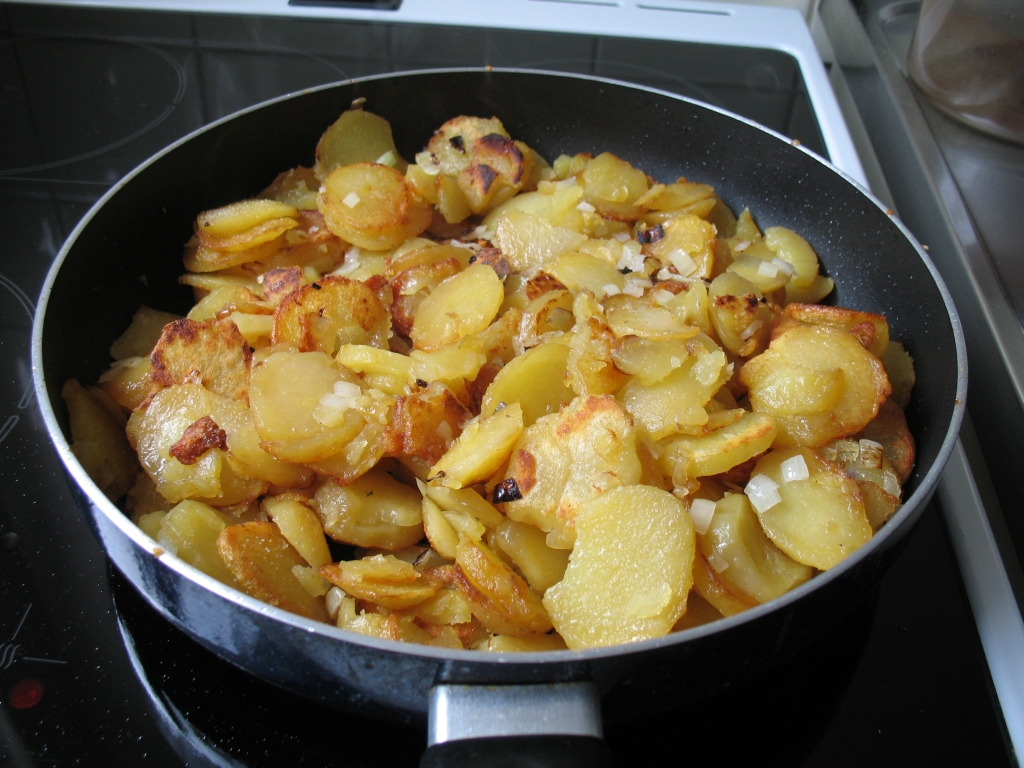
Bratkartoffeln
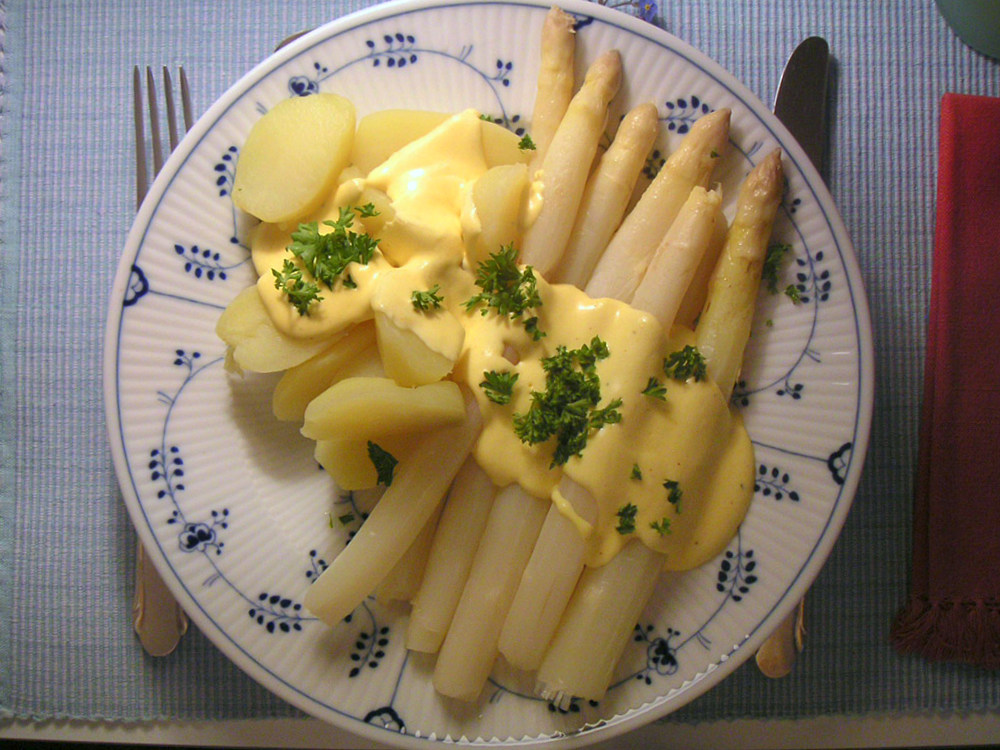
Aspargos com molho holandês
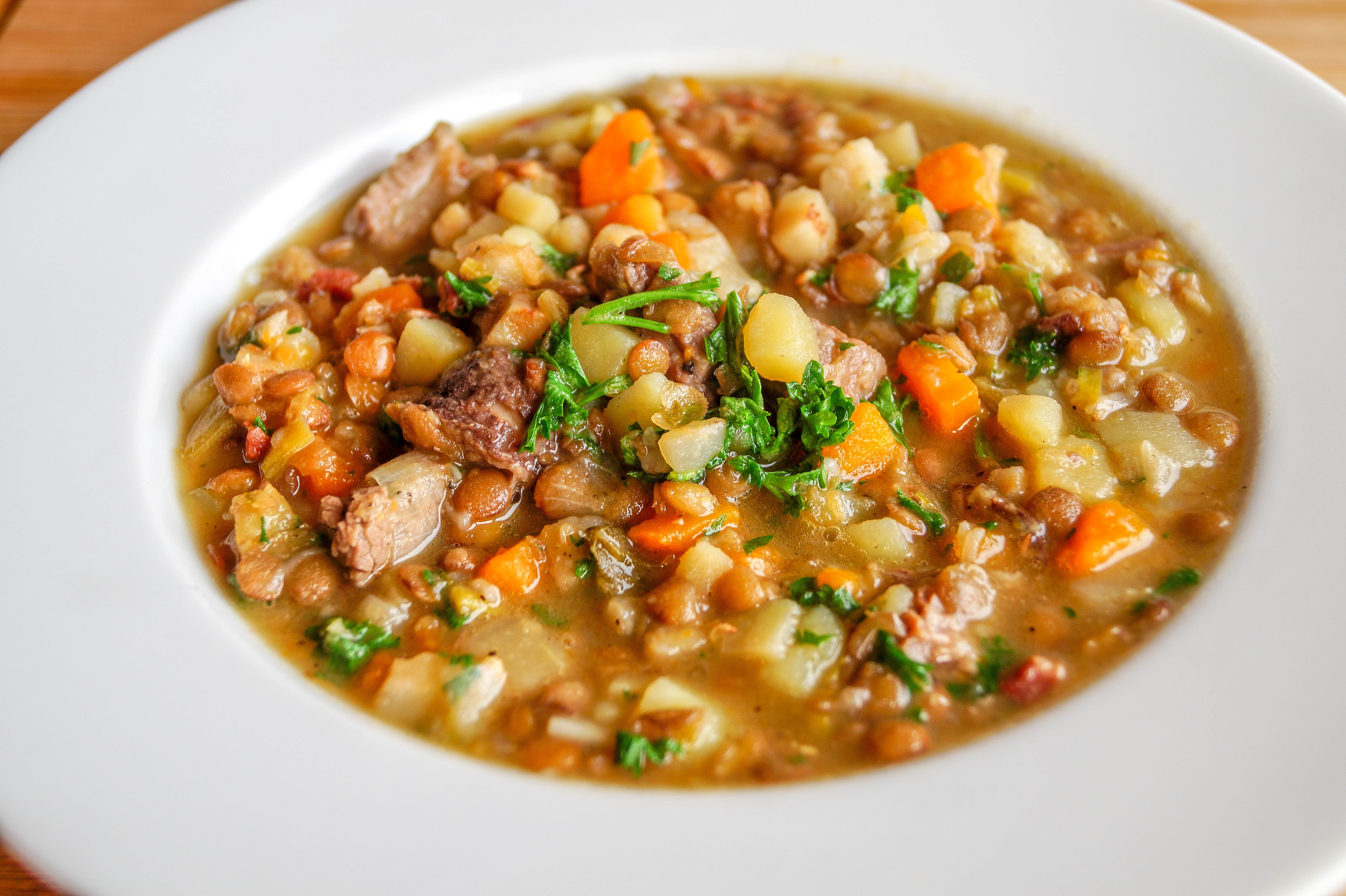
Sopa de lentilha

## Doces

### Sobremesas
- "Berliner Luft" – ( "Ar de Berlim" ) Creme de vinho branco com calda de framboesa
- "Mohnpielen" – Pudim de pão com sementes de papoula
- "Rote Grütze" – Compota de frutas vermelhas geralmente servida com calda de baunilha

### Produtos de confeitaria
- Berliner Pfannkuchen - O "Berliner"
- Berliner Napfkuchen – Bolo de fermento com passas
- Berliner Käsekuchen – Bolo de queijo feito de massa de requeijão com passas e rum em uma base de massa curta
- "Liebesknochen" ("Osso do amor" ) - palavra alemã para Eclair
- Pflaumenkuchen mit Streuseln

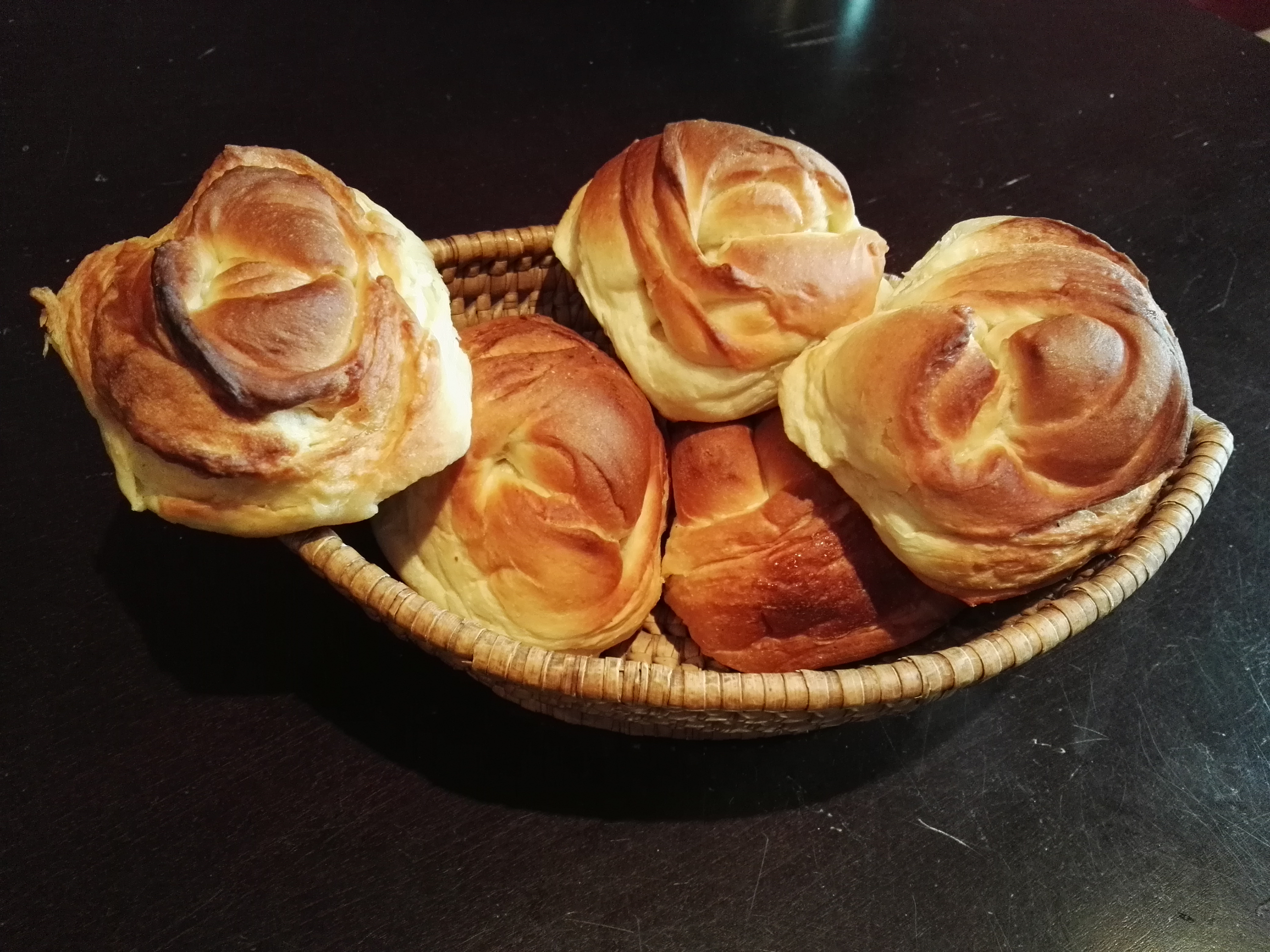
Splitterbrötchen
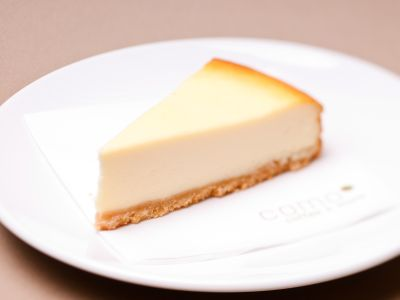
Cheesecake
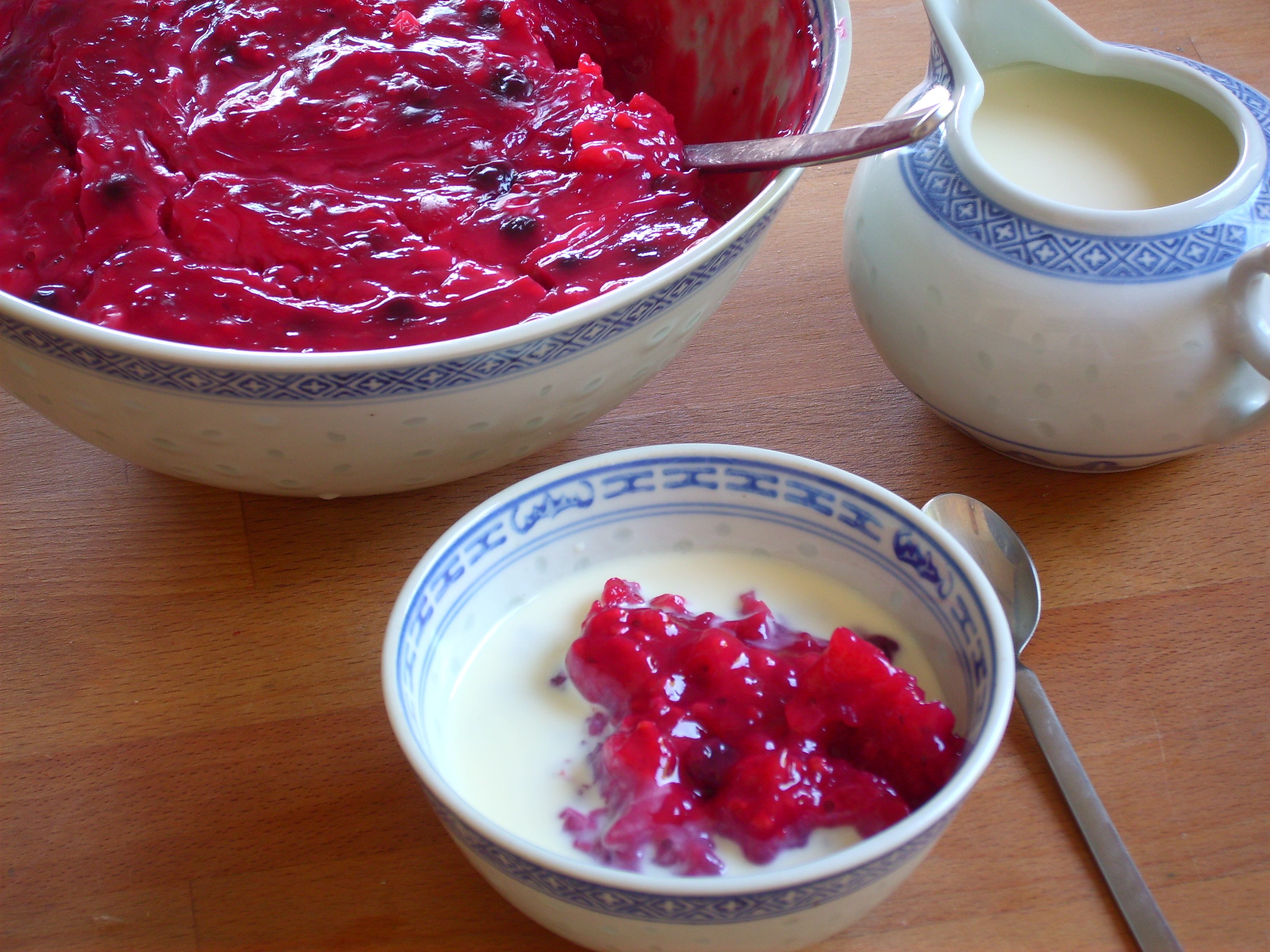
Rote Grütze
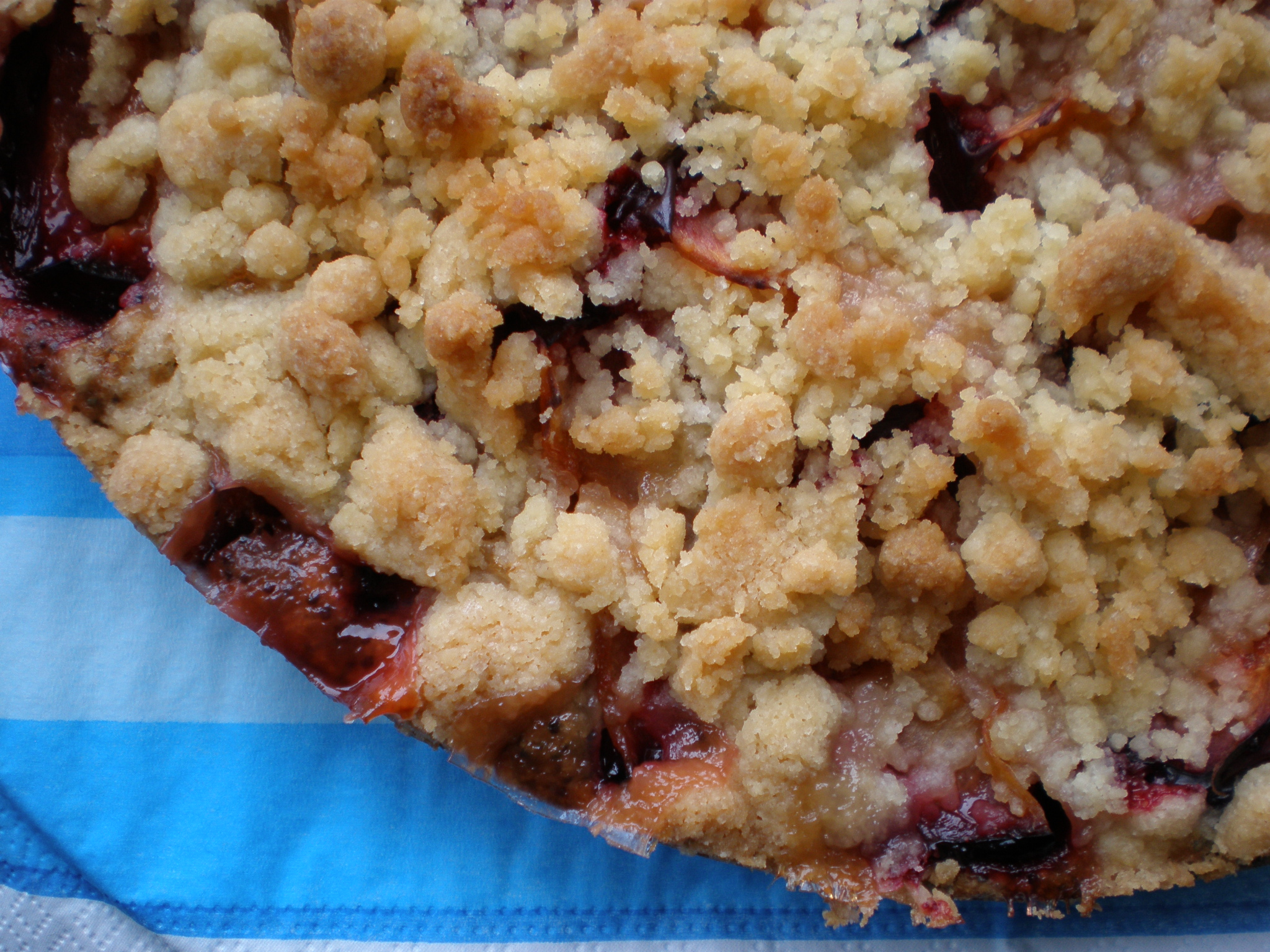
Bolo de ameixa

- Splitterbrötchen
- Cheesecake
- Rote Grütze
- Bolo de ameixa

## Bebidas
Berlim tem uma longa tradição cervejeira. A variedade mais comum é a Pilsener. Marcas como Schultheiss, Berliner Kindl e Berliner Pilsener são comuns. A cerveja de trigo Berliner Weisse é bebida no verão como Berliner Weiße mit Schuss com framboesa ou xarope de aspérula.

## Mercados e lojas
São comuns as padarias alemãs que oferecem uma variedade de pães e doces. O maior mercado de charcutaria da Europa encontra-se na KaDeWe. Trinta e quatro mil alimentos e bebidas especiais e gourmet são armazenados lá. Entre as maiores lojas de chocolate do mundo está a Fassbender & Rausch.

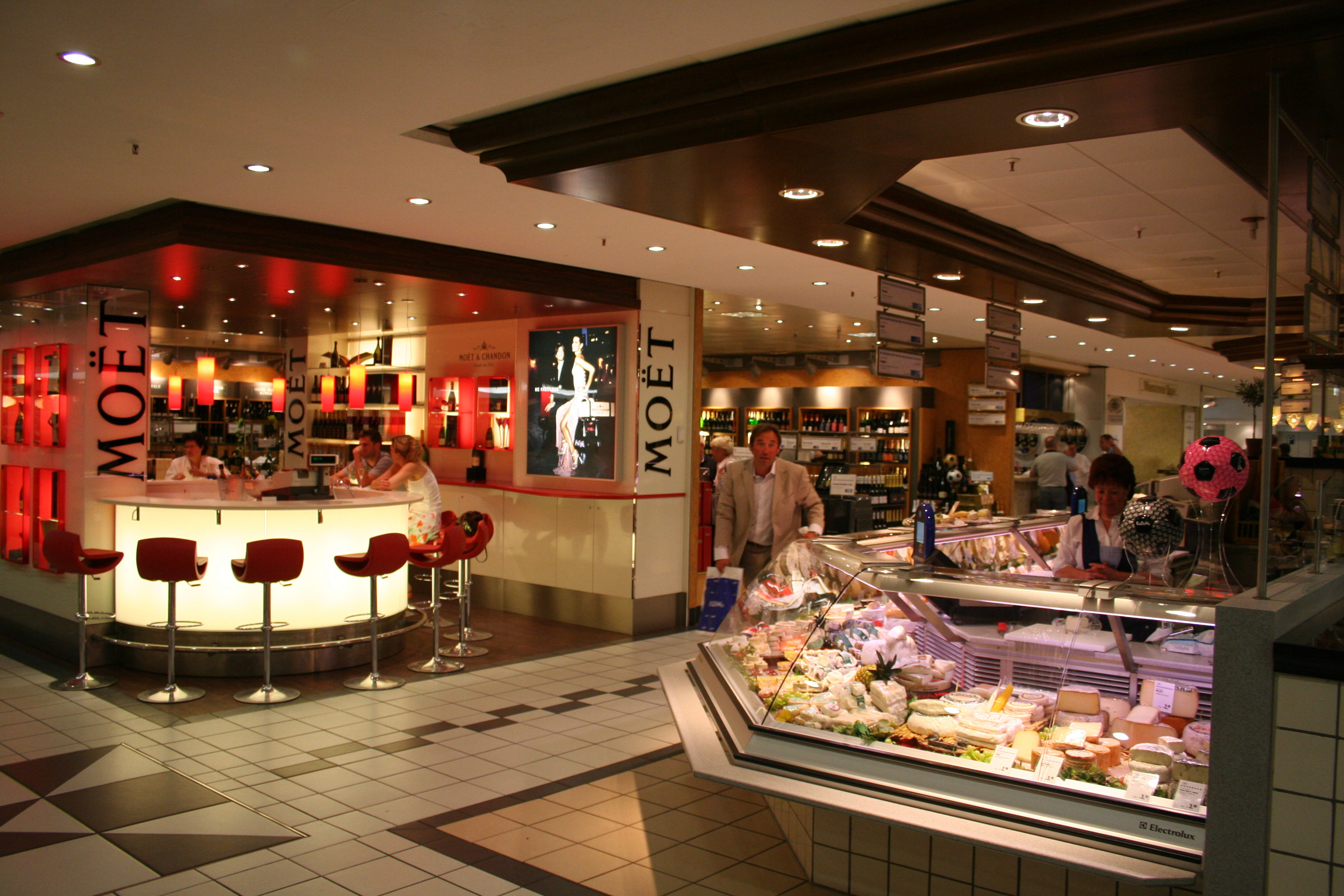
O refeitório do 6º andar em Kaufhaus des Westens (KaDeWe)
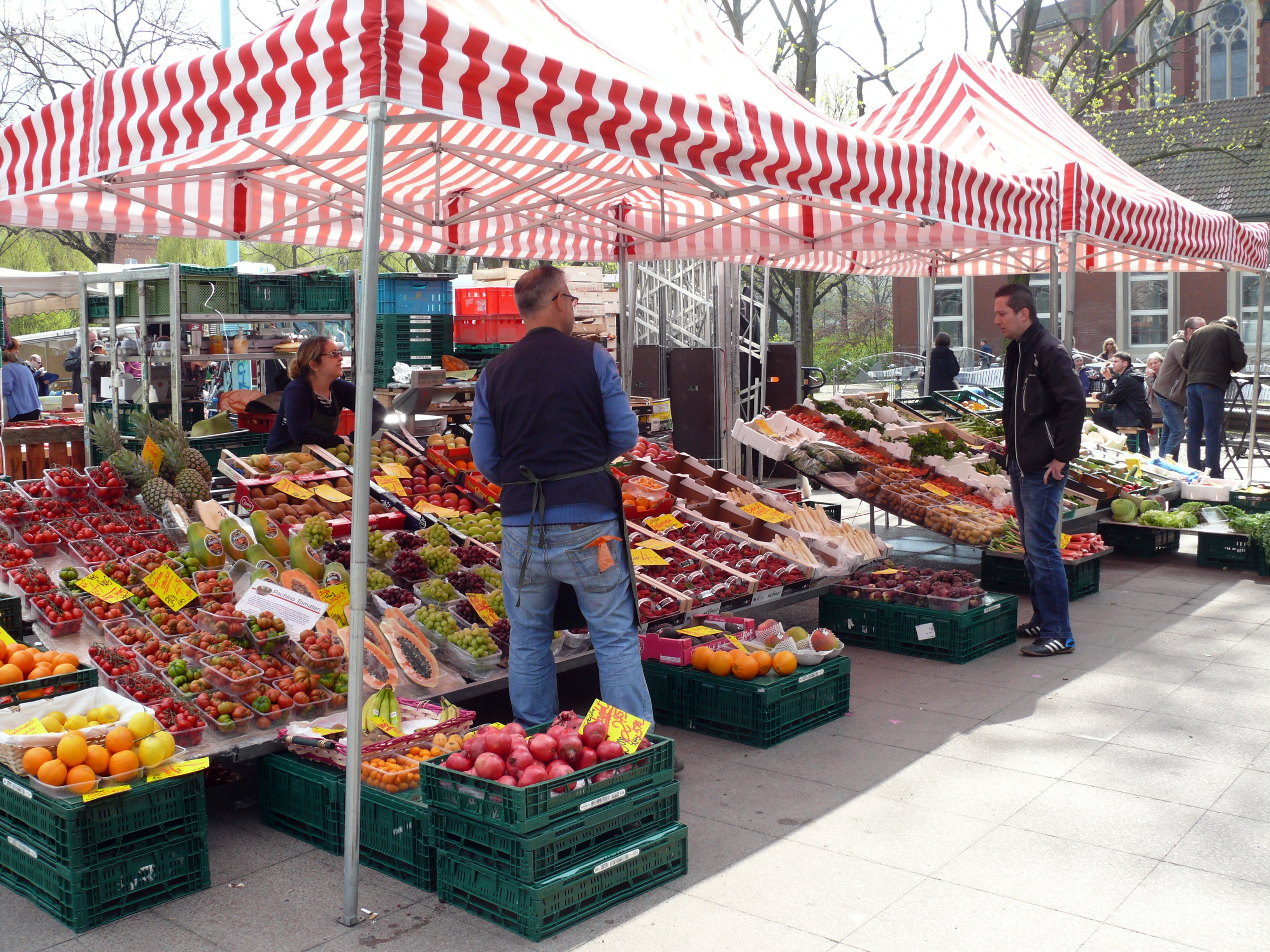
Mercado de Winterfeldtplatz
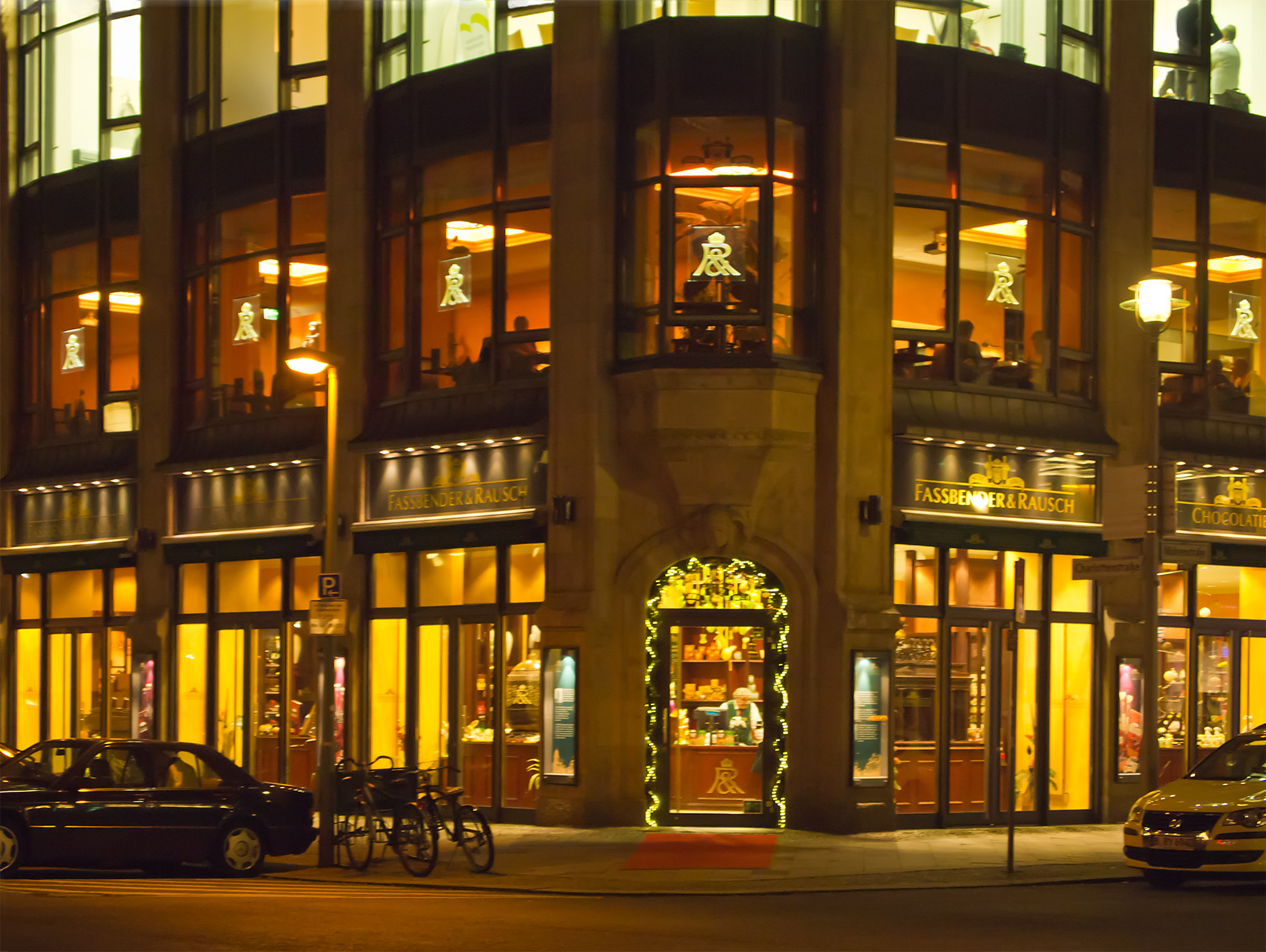
Fassbender und Rausch
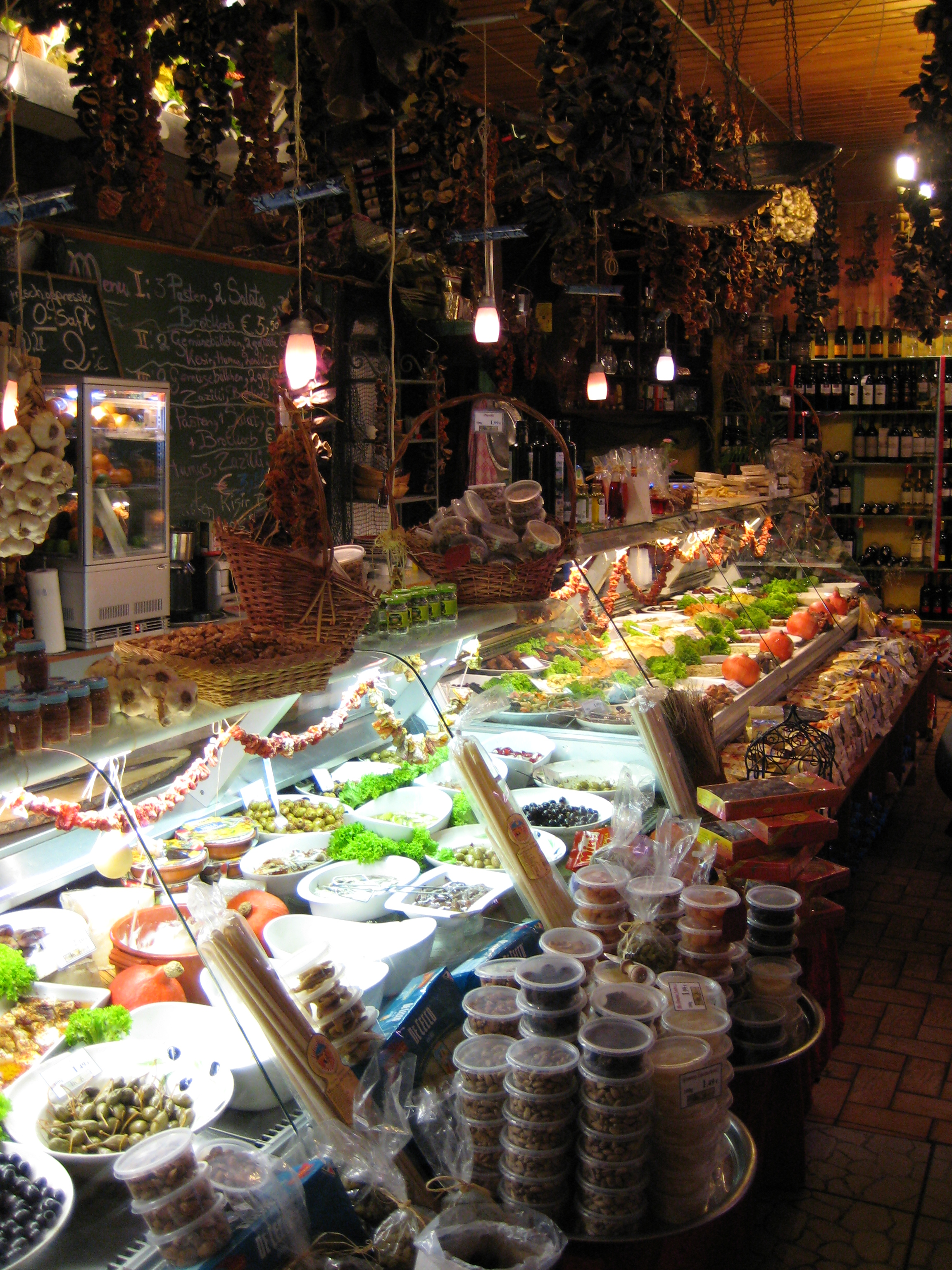
Delicatessen em Kreuzberg

## Restaurantes e Bares
Berlim é o lar de uma gastronomia diversificada que reflete a história dos imigrantes da cidade. Turcos, árabes, vietnamitas e muitos imigrantes europeus trouxeram suas tradições culinárias para a cidade. A versão moderna de fast-food do sanduíche doner kebab, que surgiu em Berlim na década de 1970, tornou-se um prato favorito de Berlim em outras partes do mundo. Estima-se que existam mais de mil restaurantes döner somente em Berlim. Pubs alemães, restaurantes chineses, tailandeses, indianos, coreanos e japoneses, bem como bares de tapas espanhóis, cozinha italiana e grega podem ser encontrados em muitas partes da cidade.

Em 2017, foram sete os restaurantes premiados com duas estrelas Michelin. Outros quatorze restaurantes receberam uma estrela. Em 2017, Berlim foi a cidade com mais restaurantes estrelados nos países de língua alemã. Berlim é bem conhecida por suas ofertas de cozinha vegetariana e vegana, além de abrigar uma cena gastronômica inovadora que promove sabores cosmopolitas, ingredientes locais e sustentáveis, mercados pop-up de comida de rua, clubes de jantar, bem como festivais gastronômicos, como a Berlin Food Week.

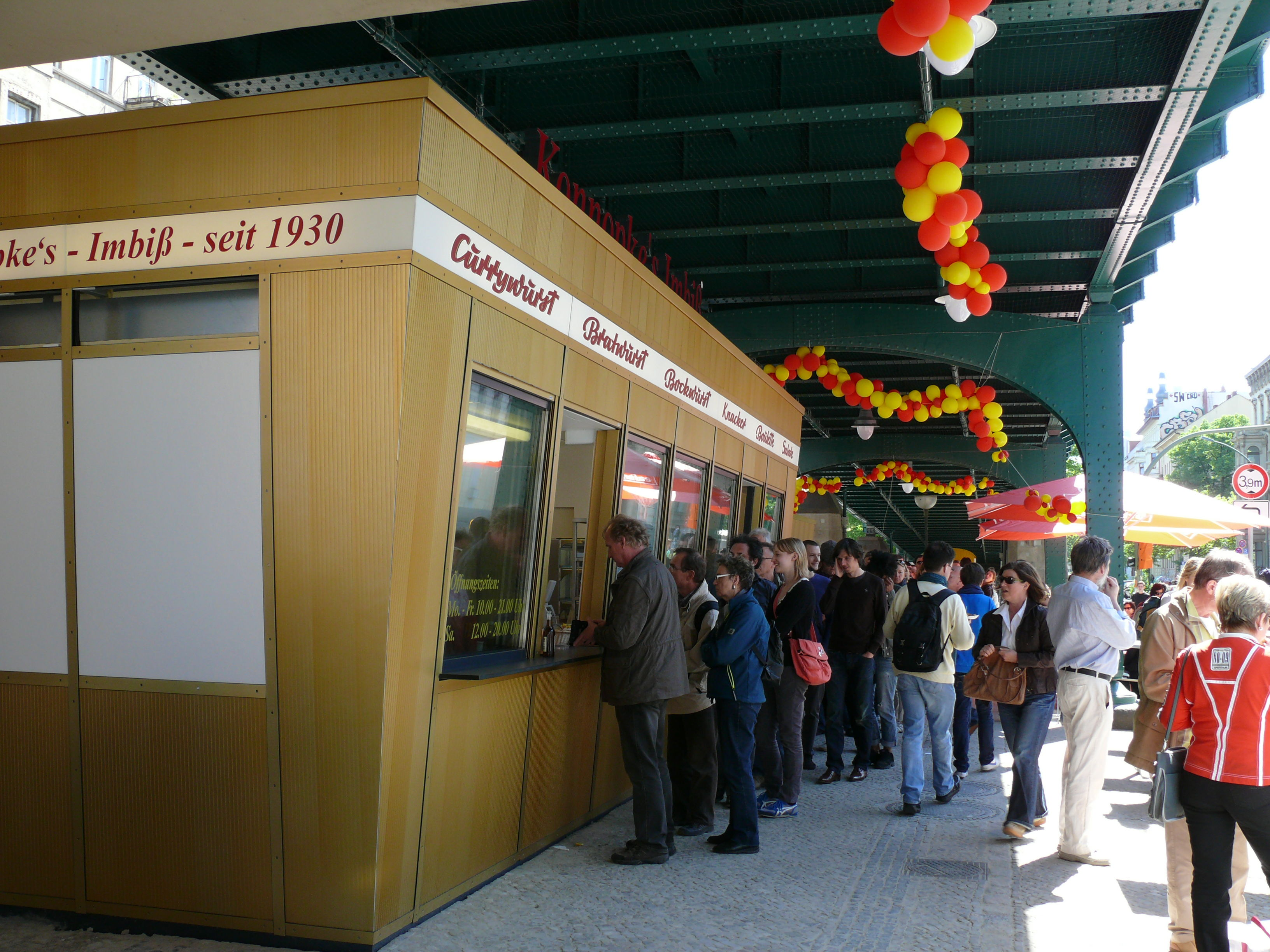
Konnopke Imbiss
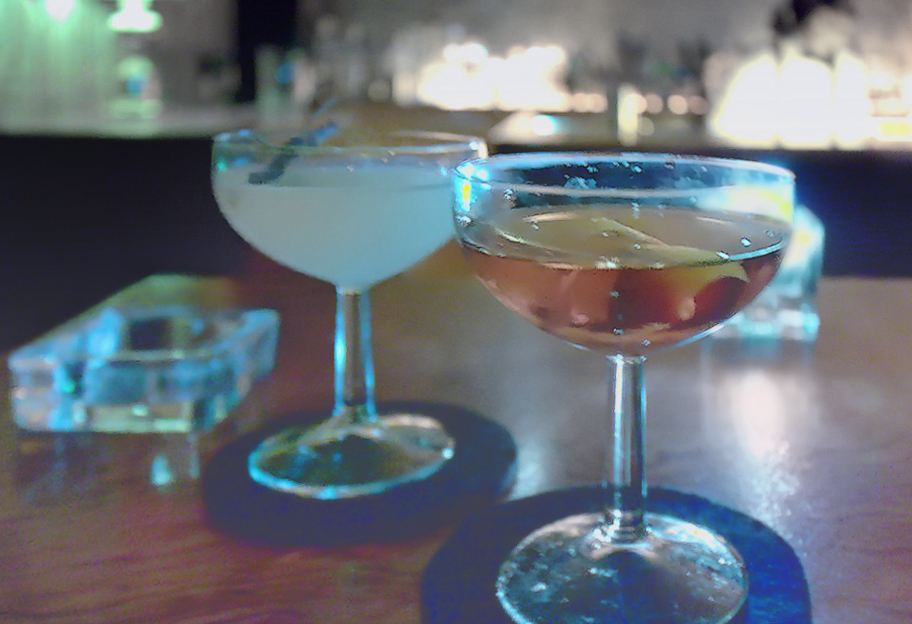
Coquetéis no Reingold Bar
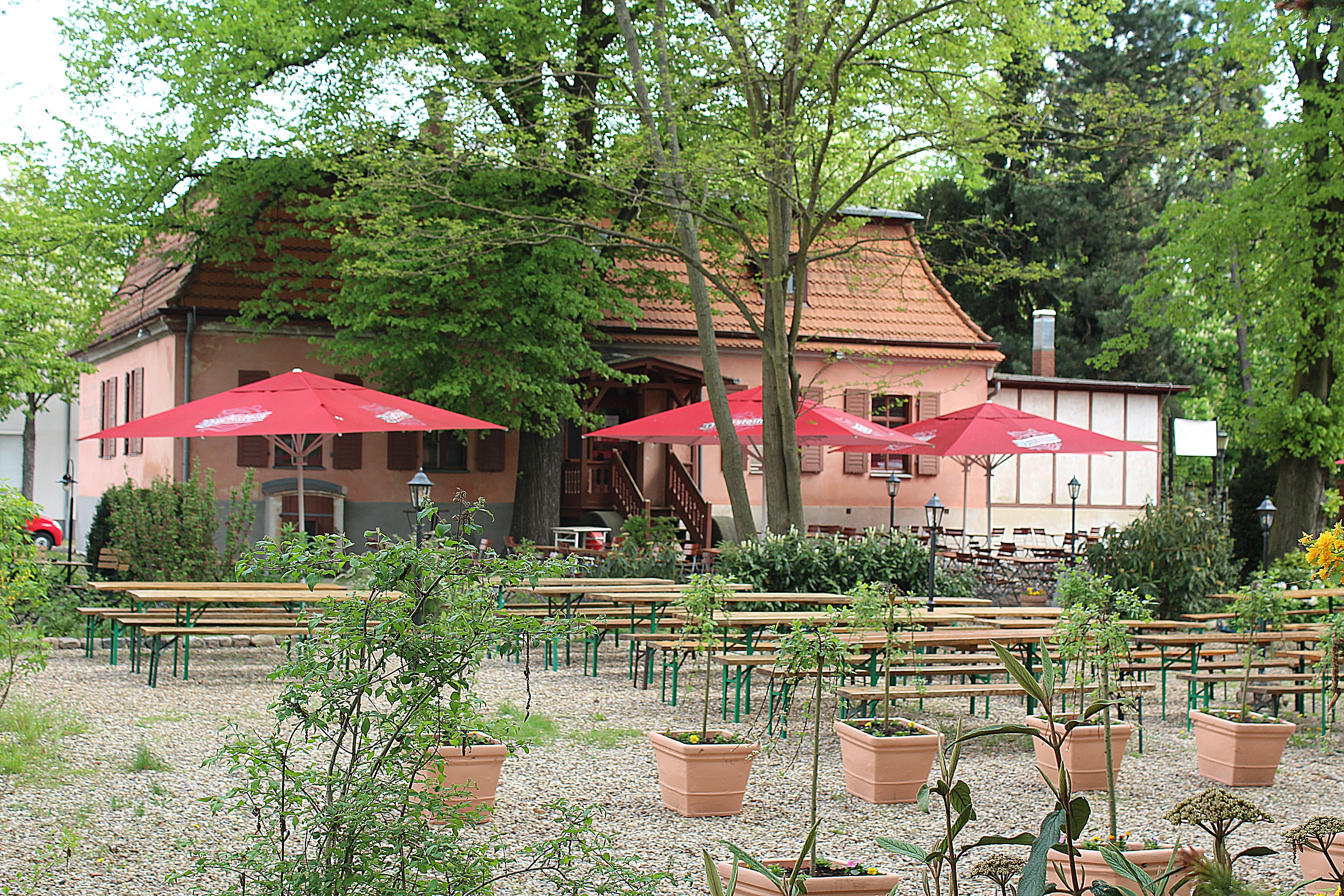
Restaurante e cervejaria
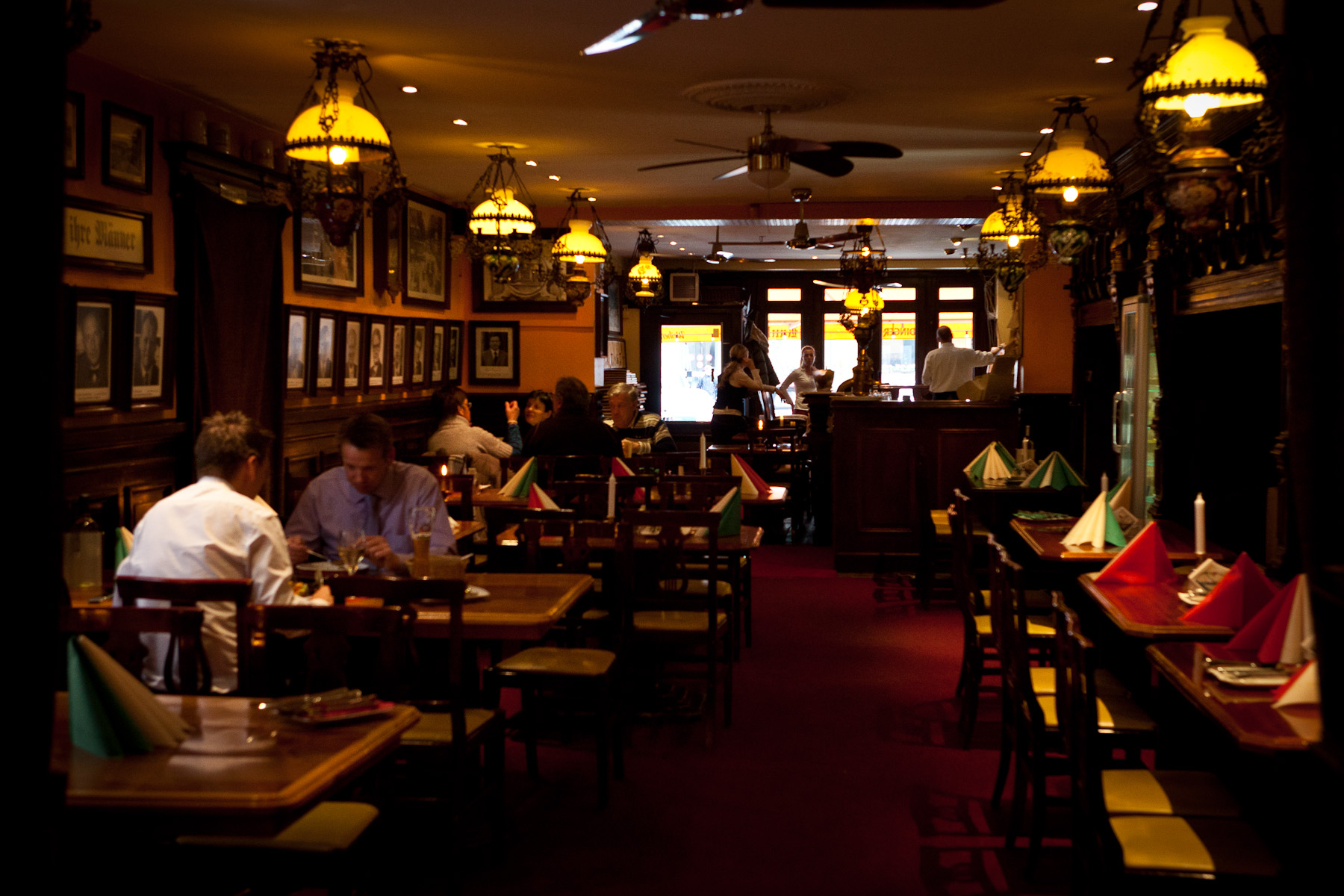
Restaurante de Berlim
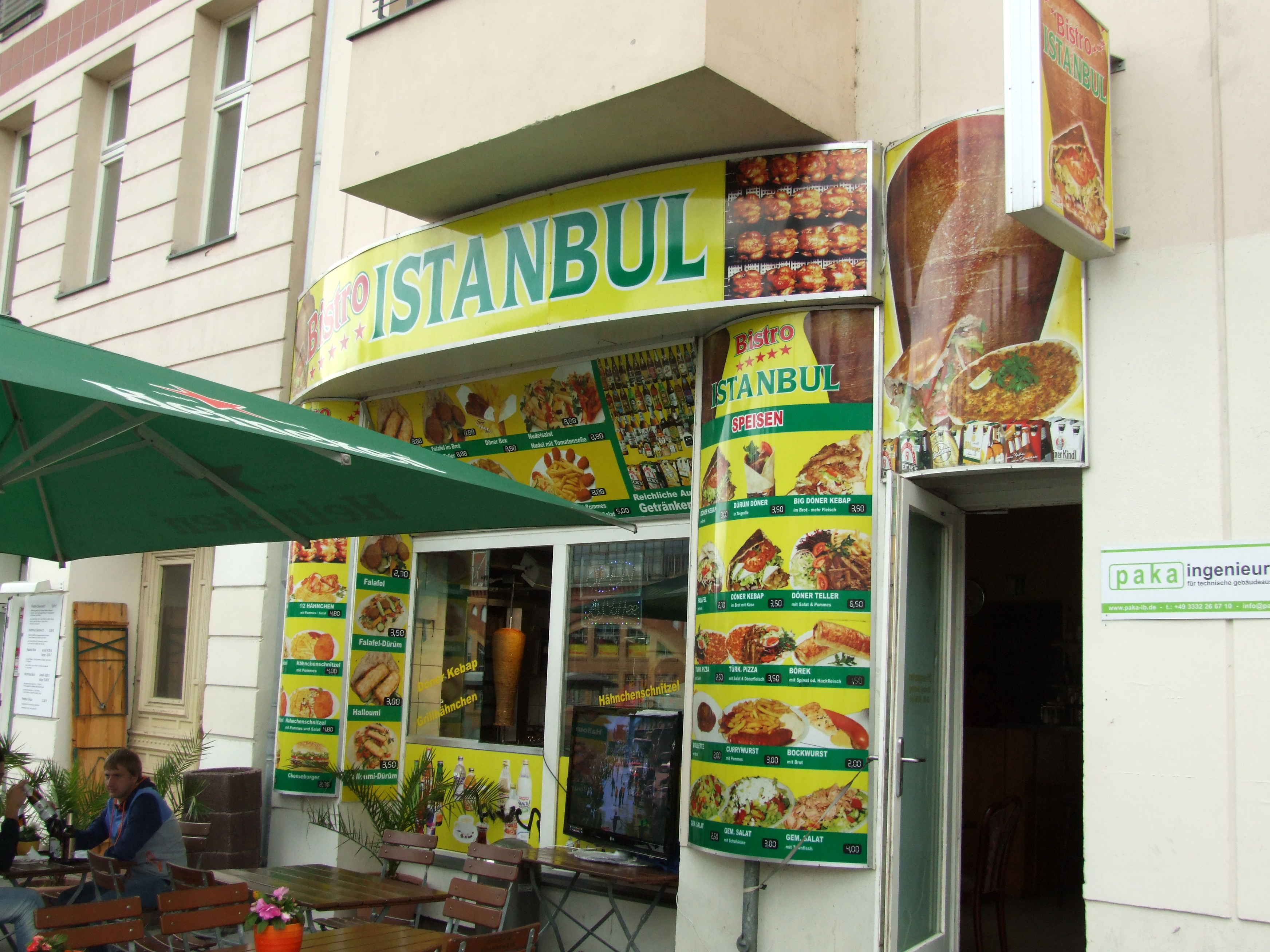
Restaurante de Döner Kebab

## Feriados
Nos dias de Natal, após a véspera de Natal, o ganso assado é um alimento básico das refeições. A estação do advento é frequentemente associada a alimentos doces e picantes como Weihnachts - ou Christstollen e Lebkuchen. A época da Páscoa, por exemplo, é tipicamente associada a ovos de chocolate e coelhinhos da Páscoa. A temporada de carnaval anterior e a véspera de Ano Novo são conhecidas por Pfannkuchen.

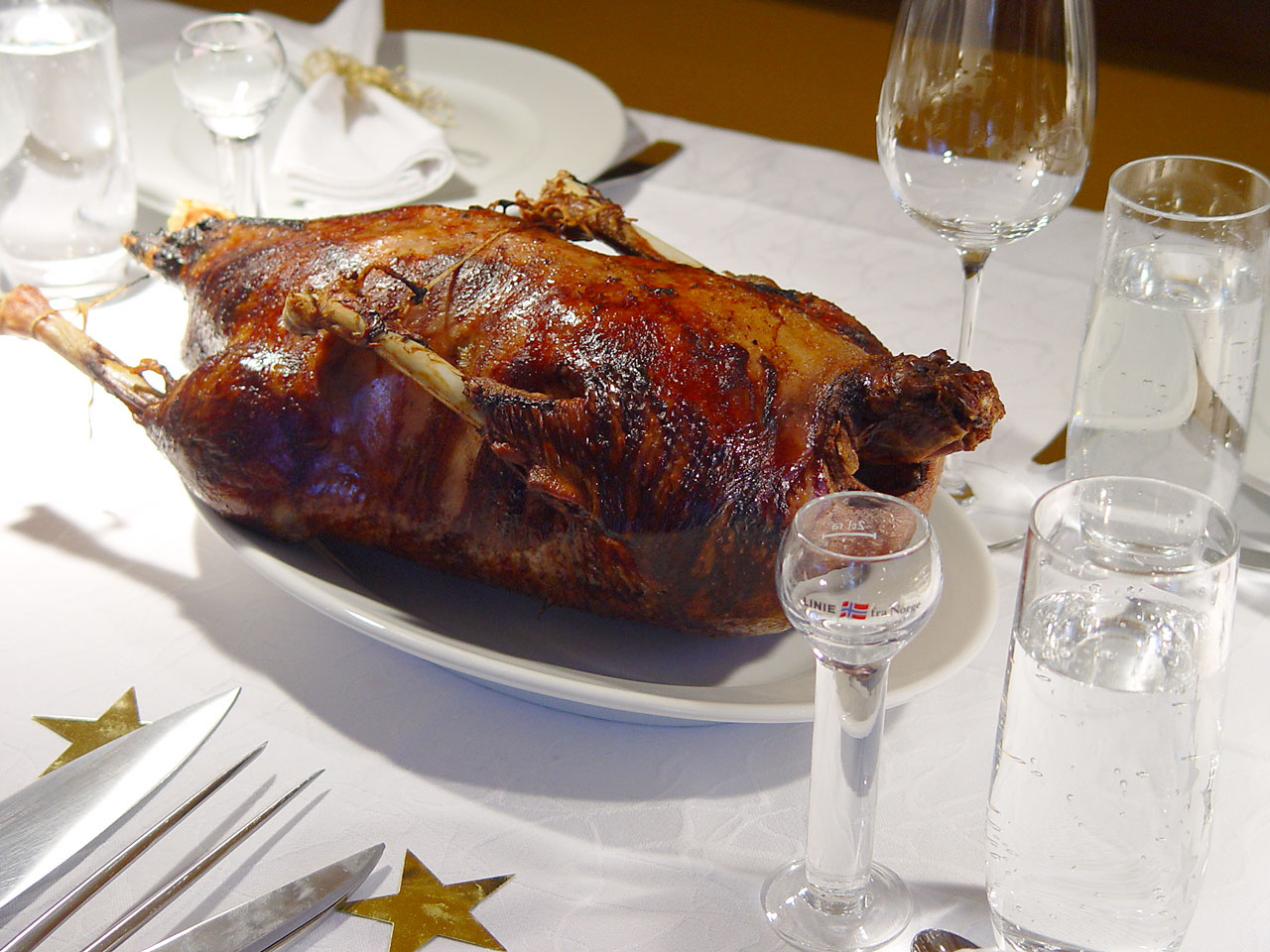
Ganso de Natal assado
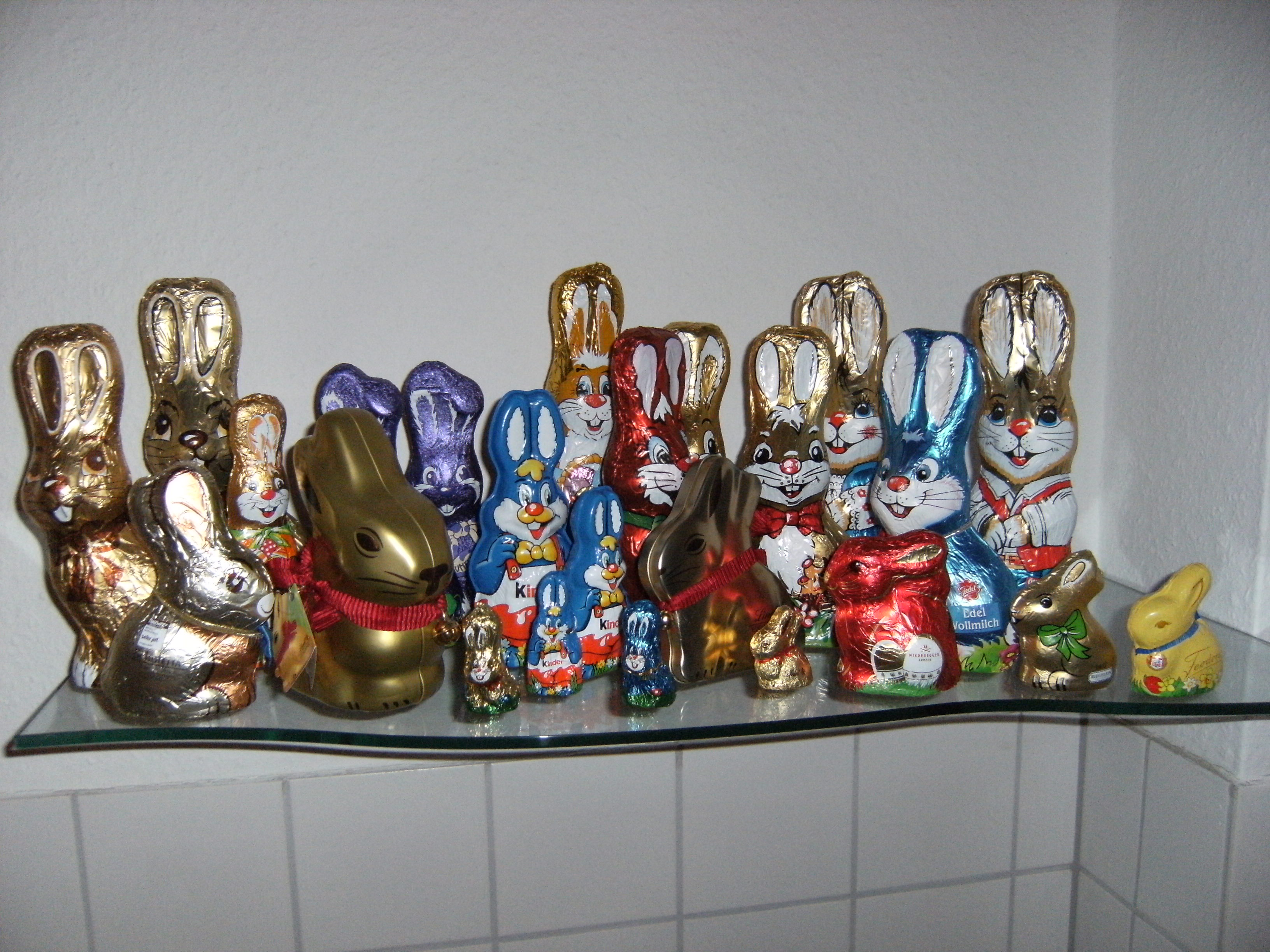
Coelhinho da páscoa de chocolate
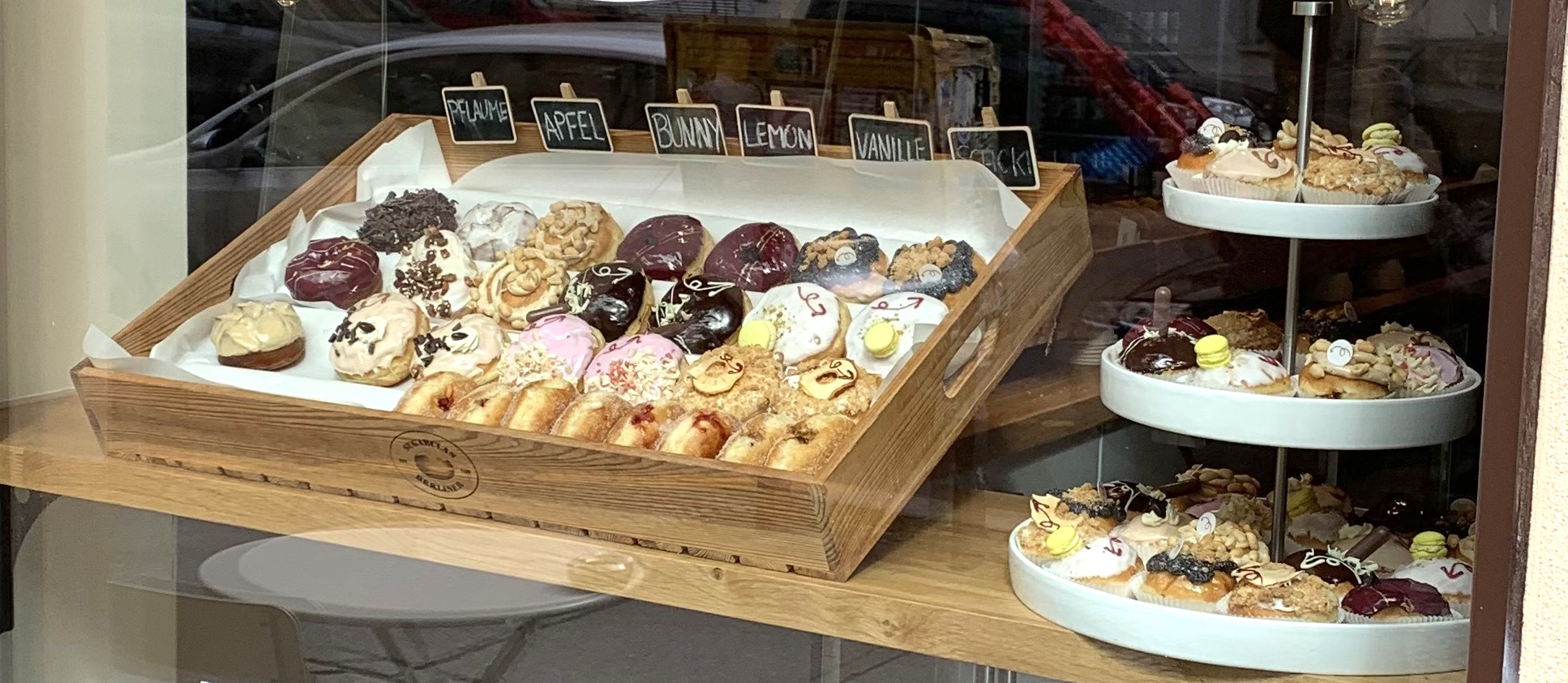
Bola de Berlim

## Empresas e marcas
- August Storck: Toffifee, Knoppers, Werther's Original
- Bio Company
- HelloFresh
- Delivery Hero
- Brauerei Lemke
- Veganz

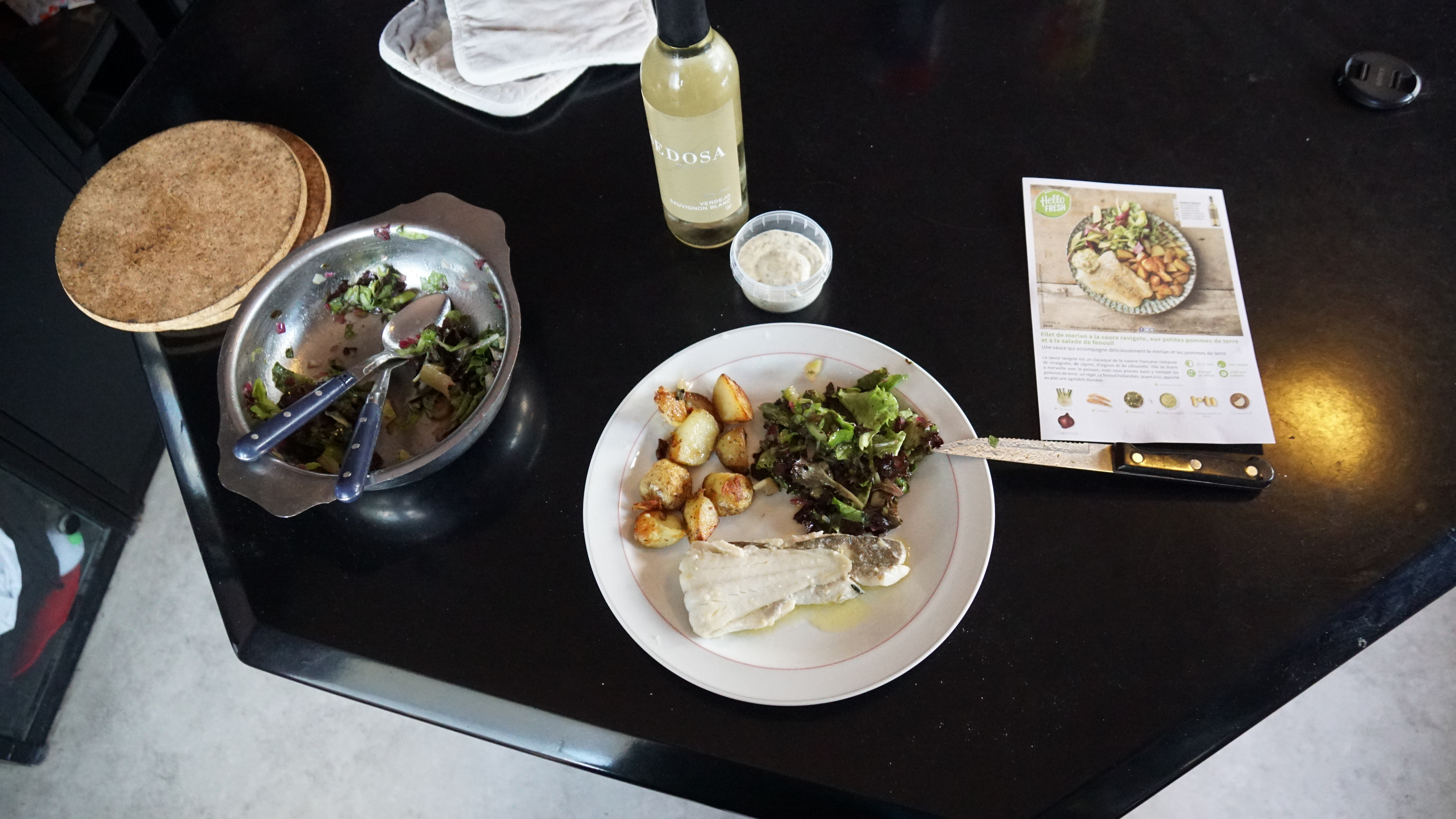
Refeição HelloFresh
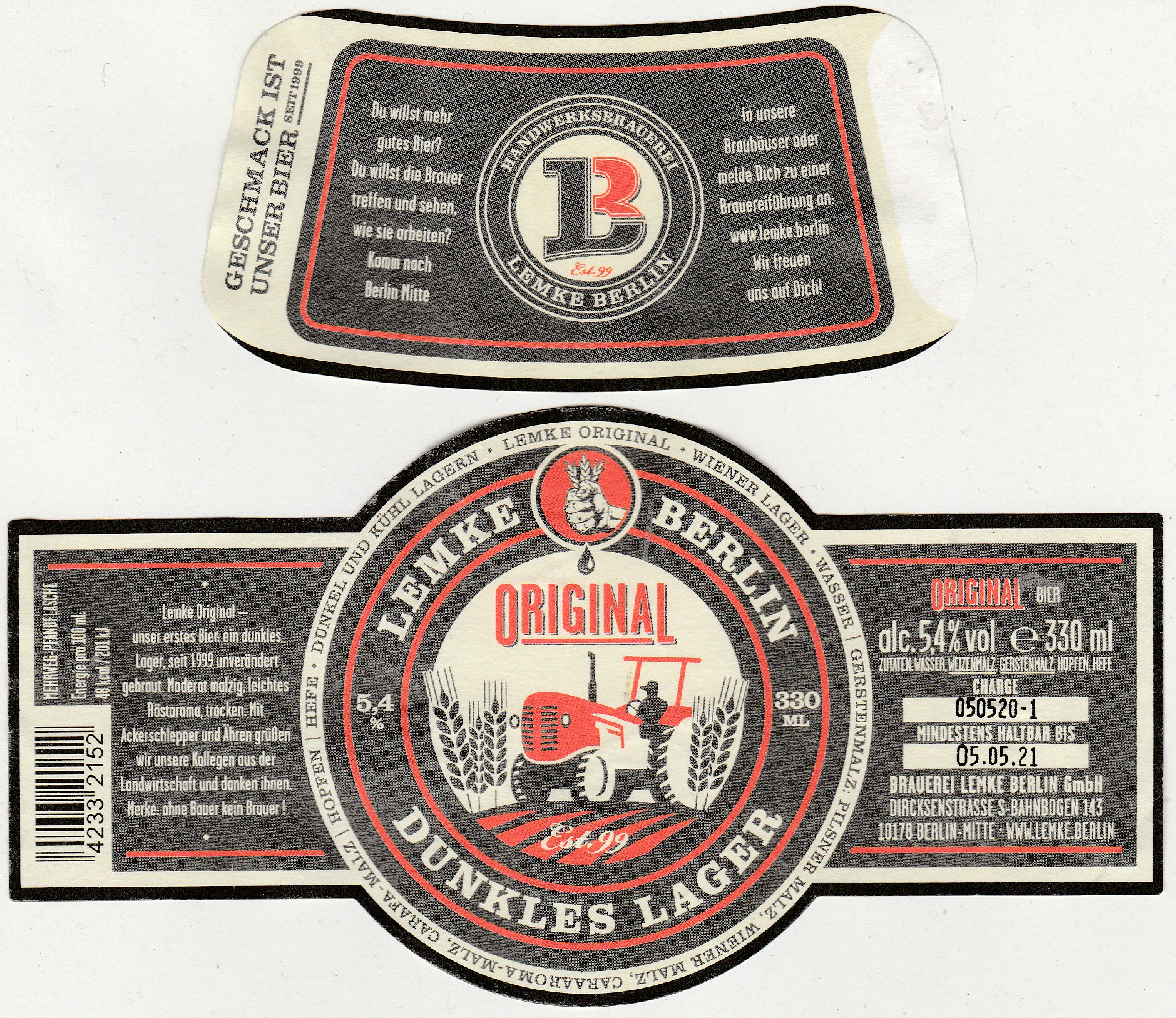
Cerveja Lemke
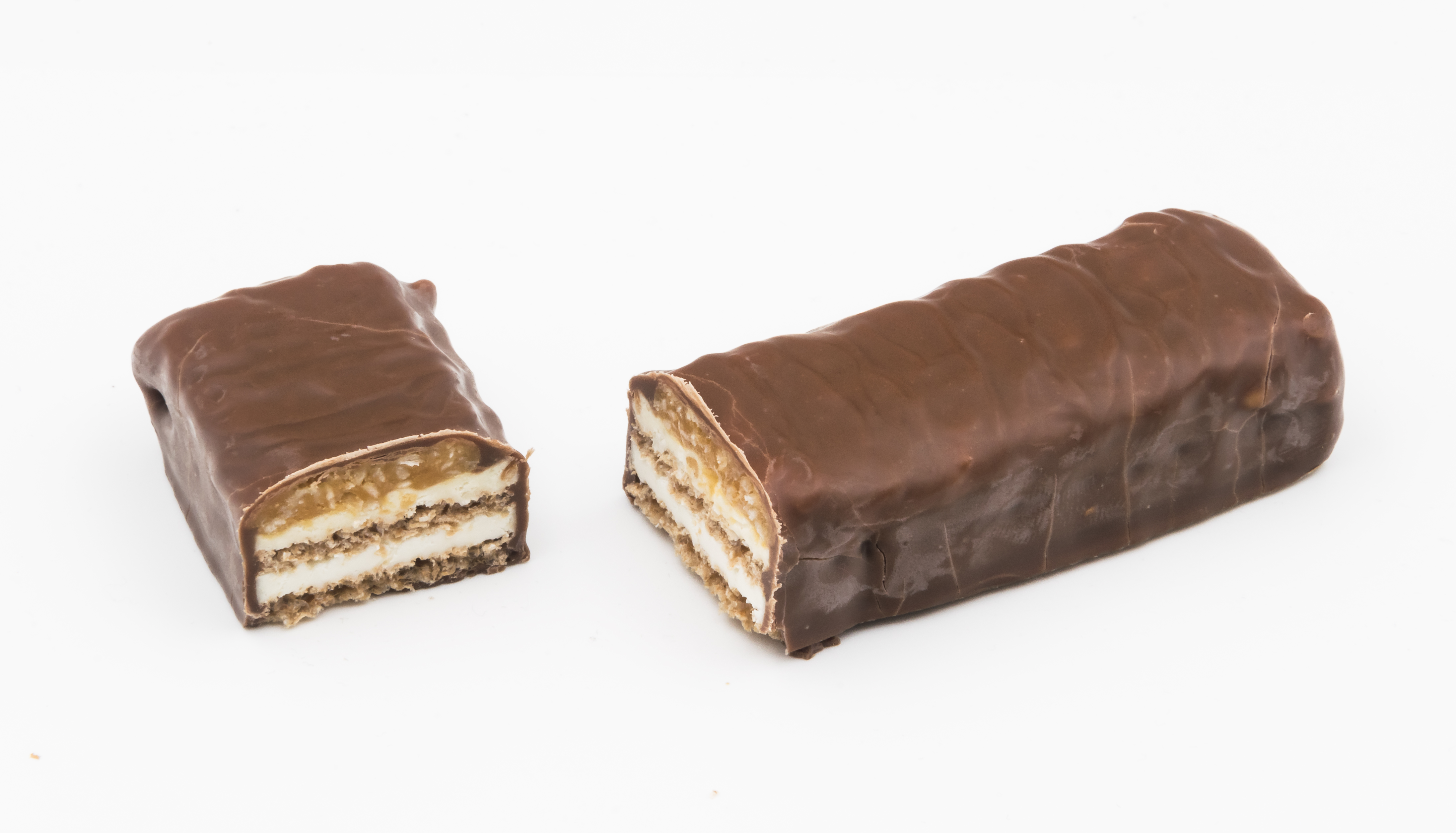
Knoppers
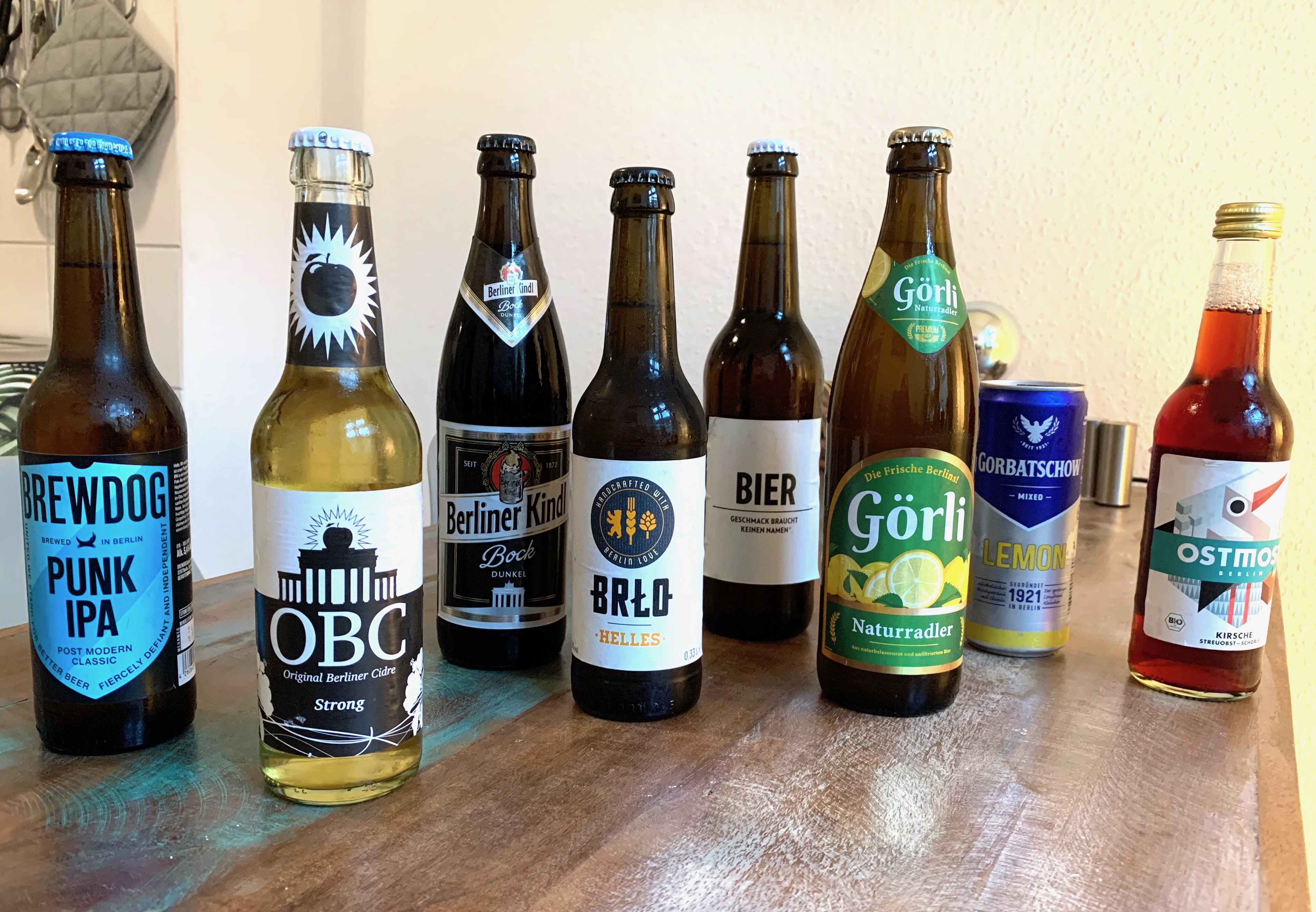
Bebidas, 2021